# タイタン (衛星)
英語読みでタイタンまたはラテン語読みでティタン   （英語: Titan、確定番号：Saturn VI）は、土星の第6衛星で最大の衛星である。
太陽系内の衛星としては唯一、豊富な大気を持つ天体であり、地球以外で唯一、表面に安定的に液体が存在することが確認されている天体である。ただし、ここで言う液体とは、液体のメタンやエタンなどのことである。

## 概要
木星の衛星であるガニメデに次いで、太陽系では2番目に大きな衛星で、よく「惑星のような衛星」としても記述される。地球の月と較べて半径は1.48倍、質量は1.8倍である。太陽系最小の惑星である水星よりも大きいが、質量はそのわずか40%しかない。

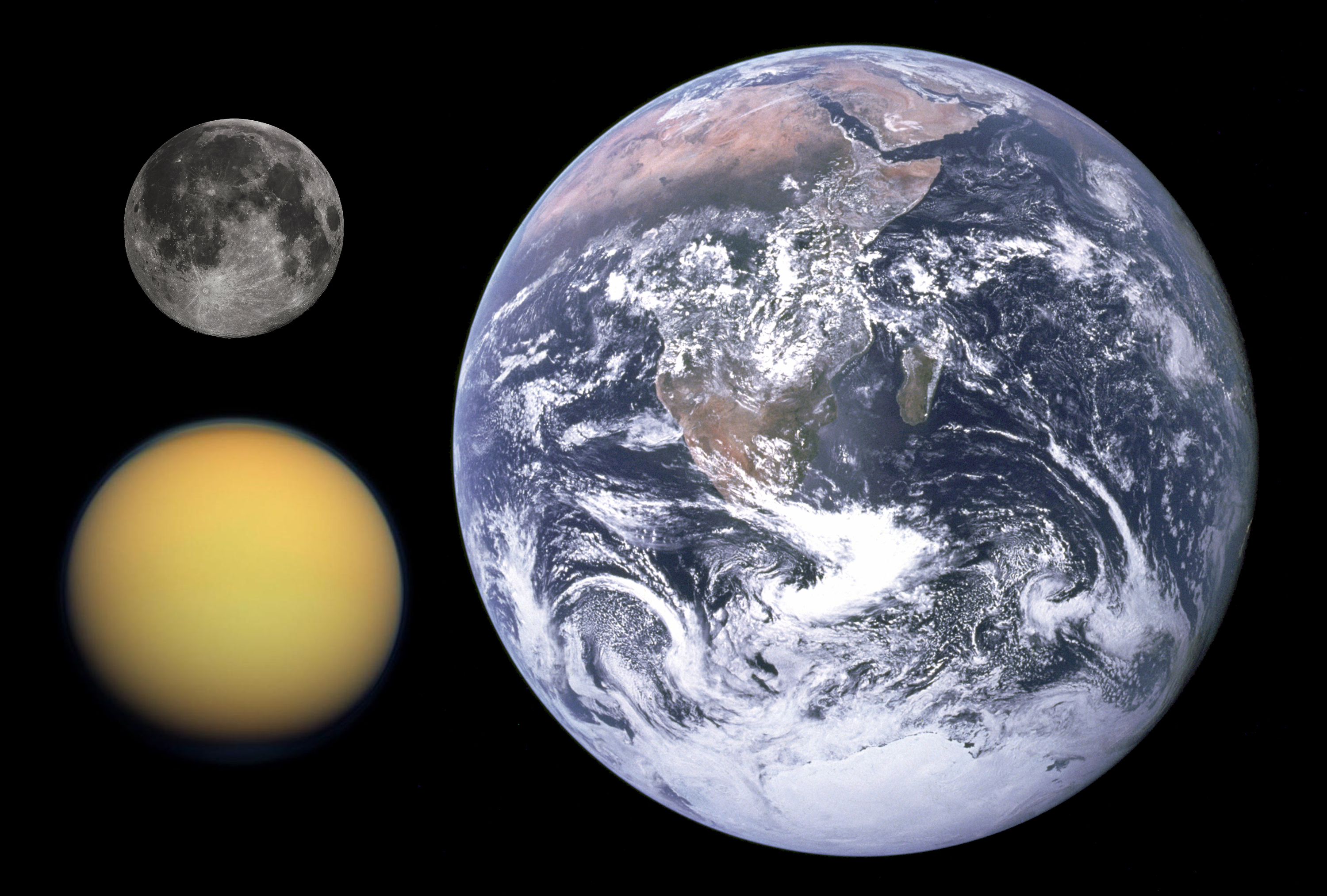
タイタン(左下)と月(左上)
地球(右)の大きさの比較

オランダの天文学者クリスティアーン・ホイヘンスによって1655年3月25日に、土星を公転する衛星として初めて発見された。太陽系全体では地球の月、木星の4つのガリレオ衛星に次いで、6番目に発見された衛星である。土星半径の約20倍離れた軌道を公転しており、タイタンの表面から見た土星の大きさは約5.7度で、地球から見た月の11倍程度の視半径である。
タイタンは主に氷と岩石で構成されている。宇宙時代以前の金星と同様に、分厚く不透明な大気によって、タイタンの表面に関してはほとんど知られていなかった。2004年以降、探査機カッシーニ搭載のホイヘンスによって、タイタン極地に液体炭化水素の湖が発見されるなどの新しい情報がもたらされた。地質学的に若い地表面はほとんど滑らかであり、クレーターが僅かにある程度だが、山や氷の火山と推定されるものが発見されている。カッシーニによる赤外線・電波観測機器によるデータを元にタイタンの全球地質図が作成され、2019年に公表された。
太陽系の衛星の中では唯一、濃い大気とメタン循環を持っている。大気の大部分は窒素であり、残りの僅かな成分はメタンとエタンから成る雲や、窒素に富んだ有機スモッグである。また、地球以外の天体で、安定した液体の存在が明確に確認されている唯一の天体でもある。タイタンには液体メタンの雨が降り、メタンおよびエタンの川や湖が存在すると考えられていた。このことは、カッシーニ探査により確認されている。風雨を含む気候は、砂丘や、液体メタンとエタンによる河川、湖、海、三角州といった地球と似たような特徴的な地形を作り出している。タイタンにある液体（表面と表面下層）と濃い窒素の大気は、94 K（-179.2 ℃、-290.5 ℉）という極低温の状況下で、地球の水循環に似たメタン循環を起こしている。

## 歴史

### 発見

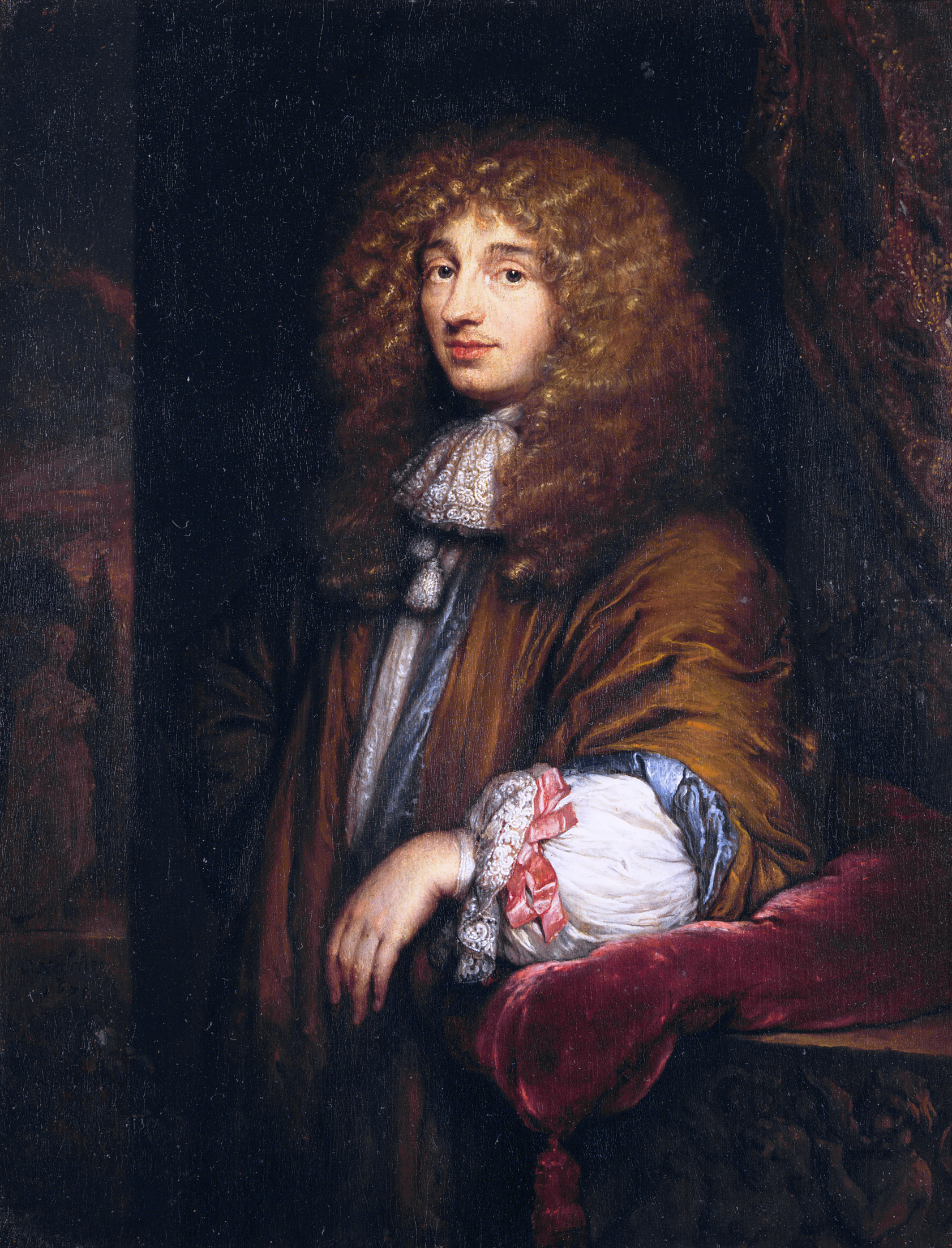
クリスティアーン・ホイヘンスは1655年にタイタンを発見した。

タイタンは1655年3月25日に、オランダの天文学者クリスティアーン・ホイヘンスによって発見された。ホイヘンスは1610年のガリレオ・ガリレイの木星の大きな4つの衛星の発見と、彼の向上した望遠鏡の技術に触発されたとされている。兄であるコンスタンティン・ホイヘンスJr.の援助を借りて1650年代に望遠鏡を建設し始め、彼らが建設した望遠鏡の一つを使って、土星を公転している衛星を初めて観測で発見した。この衛星は、地球の月と木星の4つのガリレオ衛星に次いで、6番目に発見された衛星となった。

### 命名
ホイヘンスは1655年に、De Saturni Luna Observatio Nova（土星の衛星の初観測）を出版し、そこで彼の発見した衛星をSaturni Luna （またはLuna Saturni、ラテン語で「土星の衛星」の意）と命名した。ジョヴァンニ・カッシーニが1673年から1686年の間に発見した土星（Saturn）の4つの衛星を公表した後、タイタンとこれらの4つの衛星にはSaturn IからVまでの番号が付与された（タイタンは4番目）。初期にはSaturn's ordinary satelliteという別名もあった。それ以来、数多くの小さな衛星が土星のより近くに発見されている。土星の新たな衛星が発見されるたびに、タイタンの番号は「第2衛星」→「第4衛星」→「第6衛星」と変更が重ねられてきた。1789年の「第1衛星」ミマスと「第2衛星」エンケラドゥス発見以後は、更なる新発見による混乱を避けるため、この番号制は凍結されることになり、公式にはタイタンは「Saturn VI」（第6衛星）と呼ばれる。（詳細は「土星の衛星」参照）
タイタン（Titan）とその後に発見される7つの衛星の名称は、ジョン・ハーシェル（ウィリアム・ハーシェルの息子、ミマスとエンケラドゥスを発見した）が1847年に出版したResults of Astronomical Observations Made during the Years 1834, 5, 6, 7, 8, at the Cape of Good Hopeの中で命名されたものである。
土星は英語で「サターン」（ローマ神話の農耕神サートゥルヌスのこと）といい、サートゥルヌスはギリシャ神話のクロノスと同一視される。このクロノスは「タイタン」（ティーターン、ティタン、チタン）と呼ばれる神族の一柱である。
日本では「タイタン」という英語読みの表記や、ティタンという表記が用いられる。

## 軌道と自転

タイタン（赤線）と他の大型の衛星の軌道。青線は外側からイアペトゥス、ヒペリオン、レア、ディオネ、テティス、エンケラドゥス、ミマス。

タイタンは地球上における15日と22時間で土星を公転している。タイタンは自転と公転の同期のために、恒久的に同じ面を土星に向けており、土星に対して潮汐固定を起こしている。
主惑星との潮汐相互作用により多くの衛星の自転公転周期が一致しているが、タイタンにおいても自転周期と公転周期は同期している。
このため、タイタンの表面上にはsub-Saturnian point（土星直下点の意）と呼ばれる、土星がいつも天頂に見える地点がある。タイタンの経度は、この地点を通る子午線から西向きに測定される。離心率は0.0292で、軌道は土星の赤道から0.306度傾いている。地球から見ると、タイタンの土星からの角距離は土星半径の約20倍（120万 km強）である。
土星が太陽の周りを公転するのには地球の時間で29年を要し、したがってタイタンも29年で太陽の周りを公転する。地球と同じように地軸が傾いているため、「季節」変動がある。タイタンの「1年」は地球の29年に相当し、一つの「季節」は地球での7年あまりの長さがある。
小さく不規則な形状をした、タイタンの一つ外側を公転している衛星ヒペリオンは、タイタンと3:4の軌道共鳴の関係にある。理論モデルに基づくと、ヒペリオンは「ゆっくりで滑らかな」軌道の進化を経てタイタンとの共鳴に捕獲されたとは考えづらい。これは、共鳴に捕獲される前にヒペリオンの軌道が不安定化されてしまうと考えられるからである。そのため、ヒペリオンは初めからタイタンと共鳴する安定な軌道領域にあった物質が集積して形成され、不安定な領域にあった物質はタイタンに吸収されたり放り出されたりして失われたと考えられる。

## 物理的特徴

タイタンの内部構造のモデル

タイタンの直径は5,149.86 kmで、中心に直径3,400 kmの岩石部分があり、その周りは異なる氷の結晶で構成されたいくつかの層で覆われている。半径は水星の1.06倍、月の1.48倍、地球の0.40倍である。1980年にボイジャー1号が探査する以前は、タイタンはガニメデ（直径5,268 km）よりわずかに大きいと考えられ、太陽系最大の衛星であるとされていた。これはタイタンの高密度で不透明、そして表面から数km上空まで存在する大気によって、見かけ上の大きさが過大評価されてしまったためである。タイタンの直径と質量、密度は木星の衛星であるガニメデとカリストと似通っている。タイタンの密度は1.88 g/cm3で、これに基づくとタイタンの組成は半分が氷で、もう半分は岩石となる。この組成はディオネやエンケラドゥスに似ているが、重力圧縮によりタイタンの方が高密度になっている。タイタンの土星に対しての質量比は約4,273.5分の1、直径比は約23.4分の1で、惑星に対する衛星の比としては、それぞれ地球と月、海王星とトリトンに次いで3番目に大きいものとなっている。
その内部は、氷Ihの地殻と、より深い高圧の氷で形成されている層の間にあるアンモニアと水から成る液体の「マグマ」層が存在するのに十分高温になっているかもしれない。アンモニアの存在は、（水の共晶化合物に対して）176 K（-97 °C）という低温の状況下でも、水を液体の状態に保持させるのを可能にさせる。探査機カッシーニは、タイタンの大気中の自然極超長波電波の形から、内部の層状構造の証拠を発見した。タイタンの表面は自然極超長波電波の弱い反射体であるとされているため、地下海洋の液体と氷の境界から反射する可能性がある。前述の通りタイタンの自転は公転と同期しているが、カッシーニによる観測ではその自転速度は揺らいでおり、ゆっくりと増加しているように見える。タイタンの地表が液体の海の上に浮かぶ殻のような構造である場合、このような自転速度の揺らぎは発生しやすくなるため、この揺らぎが液体の海の層の存在を示すとする見解もある。タイタンが土星を公転するのと同じように重力場が変化していることから、液体層と殻状の氷の層が固体の核から分離されているという更なる証拠が示されている。RADARによる重力場の観測に基づく地形観測との比較 からもまた、氷の殻が非常に硬いことが示されている。

## 形成
木星と土星の衛星は、太陽系内で惑星が形成したと考えられているのと同様に、共降着によって形成されたと考えられている。若い巨大ガス惑星が形成されると、周囲を円盤状に囲んでいた物質は徐々に合体し、衛星へと成長する。木星は非常に規則的で、惑星のような軌道を持つ衛星を4個持つが（ガリレオ衛星）、タイタンは土星系を圧倒的に支配しており、共降着だけでは説明できない高い軌道離心率を持っている。タイタンの形成のために提案されたモデルでは、土星系も木星のガリレオ衛星に似た衛星群から形成され始めたが、一連の巨大衝突によって破壊されてしまい、これらの衝突の破片から、イアペトゥスやレアなどの中規模の衛星が形成されたとされている。そのような激しい初期の状態は、タイタンの軌道離心率の高さも説明できる。
また、タイタンの大気の主成分は窒素であるが、この大気の起源については大きく二つの説があった。1つは窒素分子を含んだ氷がタイタンに集積した後に窒素ガスを放出したことで窒素主体の大気が形成されたとする直接集積説であり、もう1つはタイタンに集積したアンモニアが何らかの化学変化過程を経て窒素に変化したとするアンモニア起源説である。2004年のホイヘンス探査機による調査の結果、直接集積によって大気が形成された場合に大量に存在が予想される希ガスがほとんど存在しないことが明らかとなったため、直接集積説を想定することは難しくなった。2014年、タイタンの大気中に含まれる窒素の同位体比の分析によって、それが土星周辺に存在する物質の共降着ではなく、オールトの雲に見られるものと同様の物質から供給された可能性があることが示唆された。

## 大気

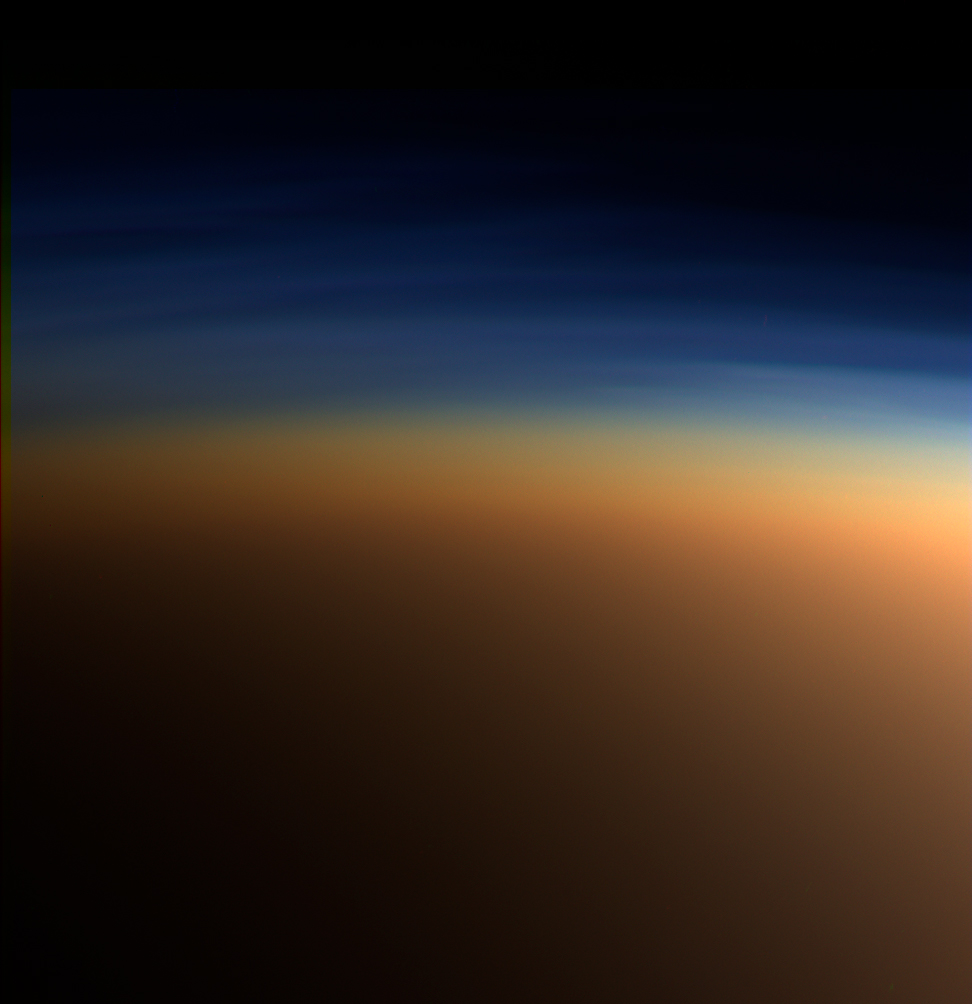
タイタンの大気の層の疑似カラー画像

タイタンは唯一濃い大気を持つことが知られている衛星で、また、太陽系内の天体では地球とタイタンの2つが窒素に富んだ大気を持っている(ガス惑星や太陽の表層のガスを大気に含めない場合)。ボイジャーによる観測では、タイタンの大気は地球のものよりも高密度で、表面での圧力は1.45 atmであることが示されている。タイタンの大気の質量は地球の大気全体の1.19倍で、同じ単位表面積あたりの質量は地球の約7.3倍、密度は4倍になる。不透明なもやの層は、太陽や他の光源から放出された可視光線の多くを遮断し、タイタンの表面を覆い隠している。またタイタンの重力が弱いため、大気は地球よりもはるか上空にまで広がっている。
タイタンの成層圏では秒速200メートルに達するスーパーローテーション（超回転）が存在する。このスーパーローテーションは金星にも見られ、両者はしばしば比較される。これはボイジャーによる観測時のデータから予想されており、2005年にカッシーニ探査機から分離されたホイヘンスによる観測で証明された。タイタンの大気は広範な波長の電磁波に対し不透明であり、軌道上から表面の完全な反射スペクトルを得ることは不可能であった。2004年の探査機カッシーニ・ホイヘンスが到着して初めて、タイタンの表面の直接撮影に成功した。

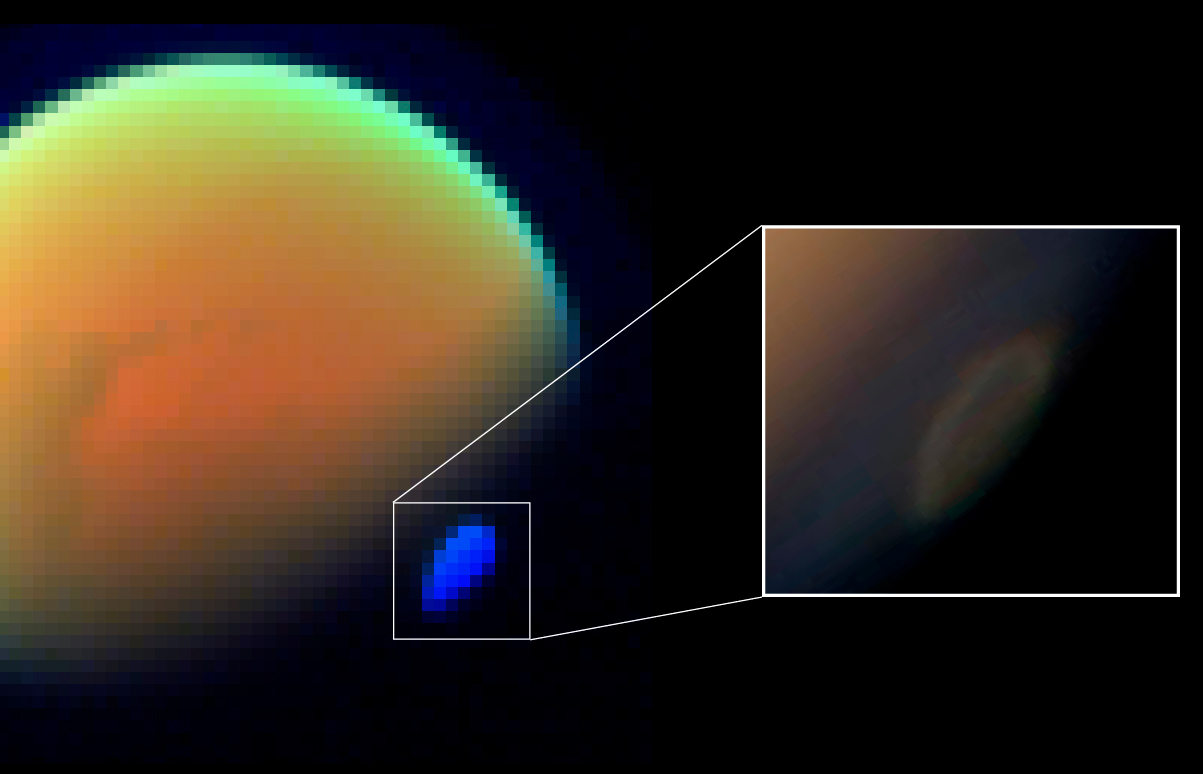
タイタンの南極で極循環するシアン化水素のガス雲（2012年11月29日撮影）

タイタンの大気組成は、窒素（97%）、メタン（2.7±0.1%）、水素（0.1-0.2%）、そしてその他の微量のガスである。微量のエタン、ジアセチレン、メチルアセチレン、アセチレンおよびプロパンといった炭化水素や、シアノアセチレン、シアン化水素、二酸化炭素、一酸化炭素、シアン、アルゴン、ヘリウムなどのガスも含まれている。炭化水素は、タイタンの大気の上層内で太陽からの紫外線によってメタンが分解された際に生成され、それが濃い橙色の霧を形成していると考えられている。タイタンは公転軌道の95%が土星の磁気圏内であるため、この磁気圏がタイタンの大気が太陽風によって消失するのを防いでいるかも知れない。
太陽から放射されたエネルギーは、タイタンの大気中に微量に存在する全てのメタンを、太陽系の年齢よりも短期間の5000万年以内にさらに複雑な炭化水素へと変換してしまう。これは、メタンが地下の貯水池またはタイタンの内部から補充されていることを示唆している。大気中のメタンの最終的な起源は、氷の火山の噴火によって内部から放出されたものである可能性が示されている。

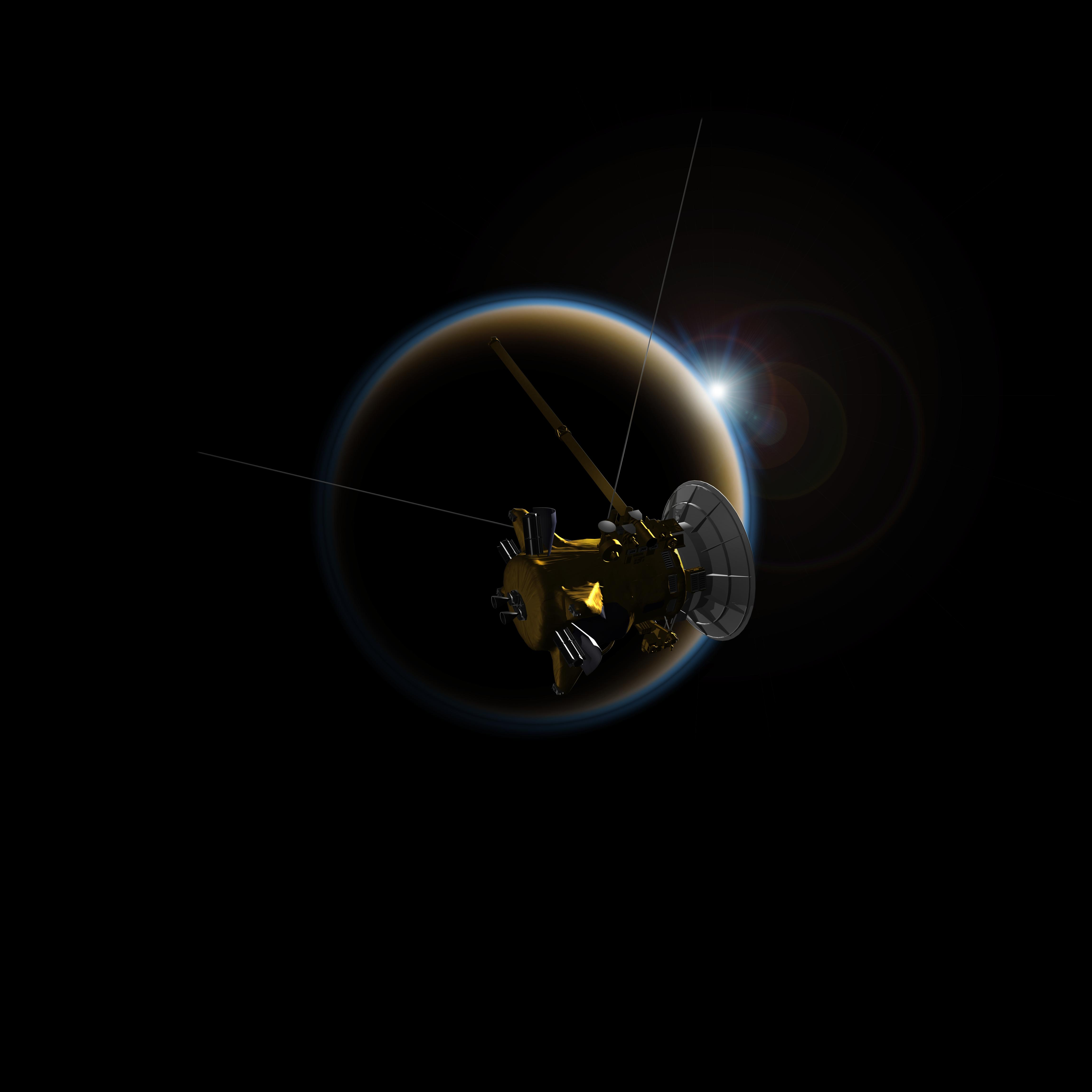
カッシーニによるタイタンの日没の研究は太陽系外惑星の大気への理解を深めるのに役立つ。
（画像は想像図）

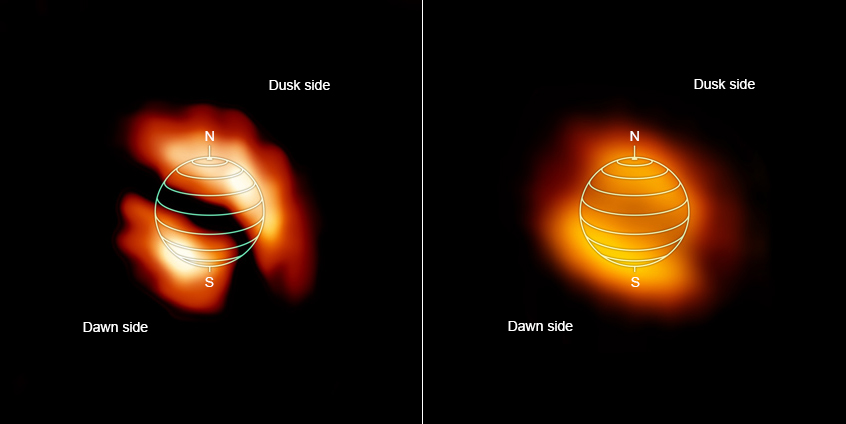
タイタンの大気中の希有有機ガス（左がイソシアン化水素 、右がシアノアセチレン）

2013年4月3日、アメリカ航空宇宙局（NASA）はタイタンの大気の模擬研究に基づき、タイタンの大気にソリンと呼ばれる複雑な有機化合物が生成される可能性があると報告した。
2013年6月6日、アンダルシア天体物理学研究所とスペイン国立研究評議会の科学者は、タイタンの大気上層部から多環芳香族炭化水素を検出したと発表した。
2013年9月30日、NASAの探査機カッシーニの赤外分光光度計（CIRS）を用いた観測によって、タイタンの大気中からプロペンが検出された。地球以外の惑星や衛星でプロペンが検出されたのは初めてで、またCIRSによって発見された初めての化学物質である。このプロペンの検出は、1980年にNASAのボイジャー1号で初めてフライバイ（接近通過）が行われた際の観測にまで遡る、観測における不可解なギャップを埋めるものであった。フライバイ中の観測では、タイタンの褐色のヘイズを形成するガスの多くは、理論的には太陽の紫外線によるメタンの光分解によって生成されたラジカルの再結合を介して生み出される炭化水素であることが発見されていた。
2014年10月24日、タイタンの極付近に見られる対流圏と異なる高高度の雲の中からメタンの氷が検出されたと発表された。

## 気候

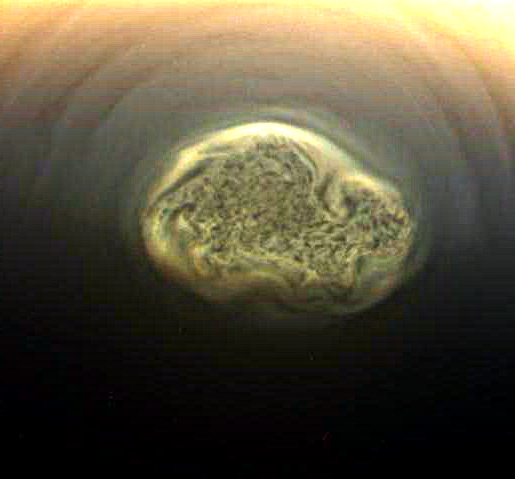
タイタンの南極で極循環する大気

タイタンは太陽からの距離が遠く、また厚い大気のため、地表面が太陽から受けとるエネルギーは地球の0.1%しかない。タイタンの表面温度は約94 K（-179.2°C）である。この温度では、水や氷の蒸気圧は非常に低いため、わずかな量の水蒸気が存在できる領域は成層圏に限られると考えられる。
大気中のメタンは表面に温室効果を発生させており、これが無ければタイタンの表面温度はより低温であった。しかし逆に、タイタンの大気中の煙霧は太陽光を宇宙空間に反射し反温室効果を発生させ、温室効果の一部を打ち消して、上層大気よりも地表を遥かに低温にしている。

メタンの雲

メタンやエタンまたはその他の単純な有機物から構成されていると考えられているタイタンの雲は、散在しており、変化しやすく、全体的な煙霧を打ち消している。雲の移動速度は比較的遅く、自転方向と同じ東向きに移動していく。ホイヘンスによる探査結果から、タイタンの大気が液体メタンやその他の有機化合物を雨として表面に降らせていることが示されている。
基本的には雲はタイタンの表面の1%を覆っているが、表面の8%まで急速に広がる爆発的な現象が観測されることがある。これについて、南側が夏の間、日射照度の上昇によって生じた対流で大気が持ち上げられた結果、南側に雲が形成されたことが仮説として挙げられている。ただし、この説明では夏至の後だけでなく、春の最中でも雲の形成が観測されているという事実を説明しにくい。南極のメタン濃度の増加は、雲の大きさが急激に大きくなったことと関わっている可能性がある。
タイタンでは29.5年周期で季節の変動がある。タイタンの南半球は2010年まで夏であったが、タイタンの季節変化を左右している土星の軌道により、タイタンの北半球が太陽光を受けるようになっている。季節が変わると、南極上空でエタンが凝縮し始めることが予想されている。

## 表面の特徴

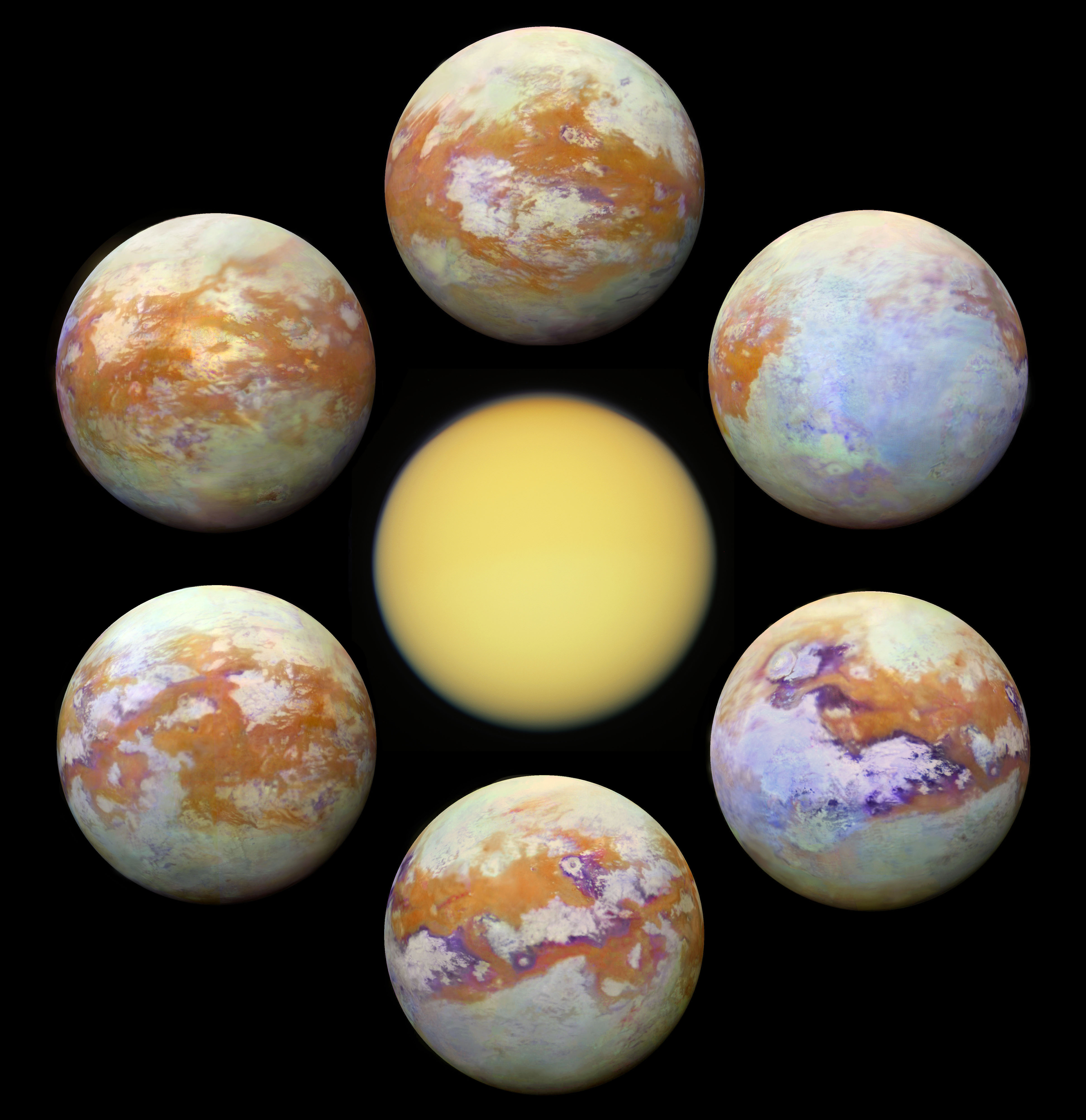
タイタンの赤外線画像（2004～2017年）

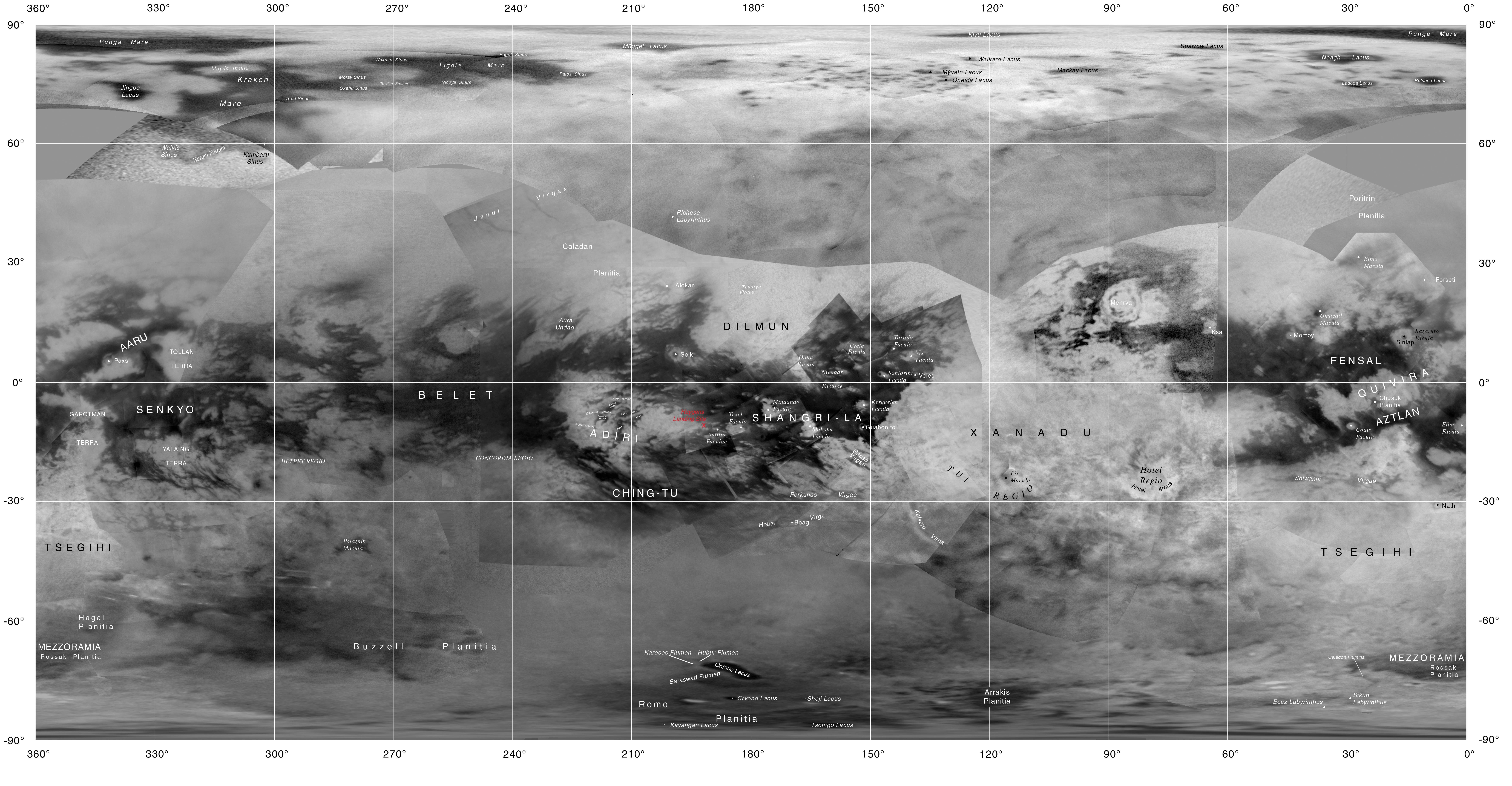
タイタン表面の地図（2016年8月）

タイタンの地表の明確な特徴は、河川地形など流体の浸食作用によって形成された地形が存在し、また液体をたたえた湖が存在することである。この浸食や地質活動の結果地表は絶えず更新されていると見られ、非常に「若い」。このため、タイタンは太陽系の形成時に同時に誕生したが、現在見られるその表面は1億年前から10億年前に形成されたと考えられている。それ故に、他の土星の衛星と比較してタイタンの地表には圧倒的にクレーターが少ない。浸食作用以外に表面を更新している要因として考えられているものの一つに氷（H2O）が溶けて地下にあるメタンやアンモニアが噴出する低温火山があり、火口のような地形もカッシーニ探査機によって発見されている。
タイタンの大気の厚さは地球の2倍あり、しかも全球をオレンジ色のもやが覆っているため、天文学的観測器具を用いて可視光のスペクトルで表面を観測することは困難である。このためカッシーニは、赤外分光光度計、レーダー高度計、そして合成開口レーダー（SAR）イメージングを用いて観測を行い、タイタンの近くをフライバイするたびに表面の一部を観測して部分的な地図を作成した。最初に作成された画像から、タイタンの表面には起伏の激しい領域と滑らかな領域があり、地質学的に多様であることが明らかになった。火山活動に起源を持つと考えられる、アンモニアが混入した水が噴き出したと見られる地形もある。
またタイタンの地殻は固く凍った氷（H2O）によってできており、これが地球における岩石のように地表も形作っている。地殻は地質学的な活動はほとんど示していない。タイタンの赤道域にはやはり凍った水や有機物の氷でできた砂粒が風で運ばれて作られた砂丘があり、上空から見ると縞模様になって見える。この砂丘の尾根は大きいものでは100 km以上の長さを持ち、高低差は100-150 mに達する。
探査ではタイタンの表面は比較的滑らかであることが示されており、おそらく炭化水素の雨や火山活動によって埋められたクレーターと思われる地形が見える。レーダー高度計の観測によると、標高差は低く一般的には150 m以下であることが示されている。しかし、中には標高差が500 m以上の地形もあり、標高数百mから1,000 mに達する山脈も存在している。
タイタンの表面は明確に、明るい地形と暗い地形の2つの領域に大きく区分される。明るい地形には、赤道付近のザナドゥ（Xanadu）と呼ばれる広大な高アルベド地形（反射能の高い地形）が含まれており、その大きさはオーストラリア大陸ほどもある。ザナドゥは1994年にハッブル宇宙望遠鏡による赤外線観測で初めて確認され、後にカッシーニでも観測された。ザナドゥは丘で覆われており、その表面を谷や割れ目が横切っている。ザナドゥは非常に起伏が激しく、暗い線が十字に交叉しており、尾根やクレバス、更には河川に似た曲がりくねった地形が見られる。このザナドゥの地形の形成を地質活動によるものとすれば、ザナドゥは地質学的に若い地形であることになる。一方で、この線状の地形が地質活動ではなく液体によって形成された水路である可能性もあり、そのように想定する場合は流水系が古い地形を横断していることになる。同じような暗い地形はタイタンの他の部分でも観測されており、地上からやカッシーニによって観測されている。
|  |  |  |  |

### 湖

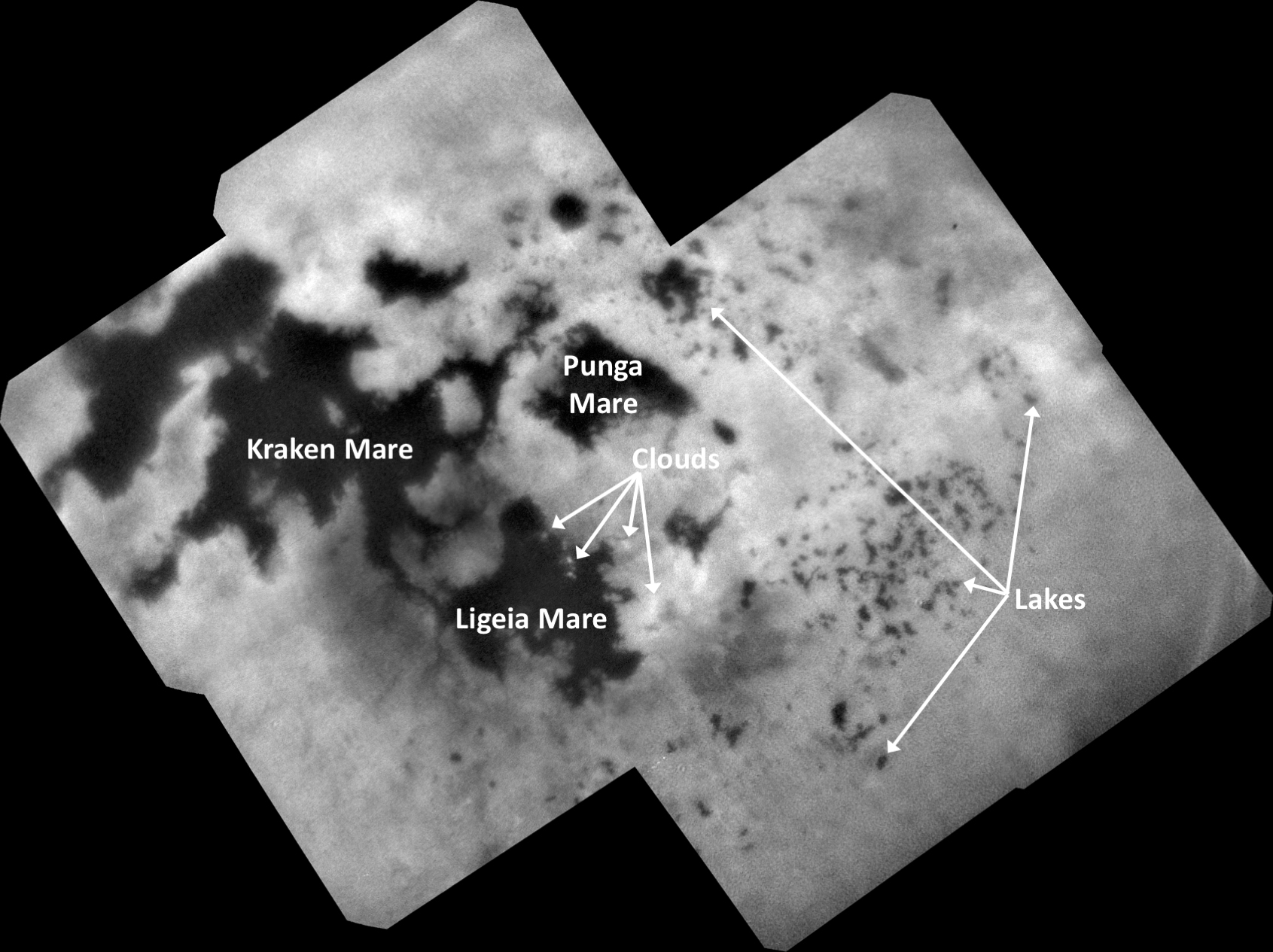
タイタンの湖

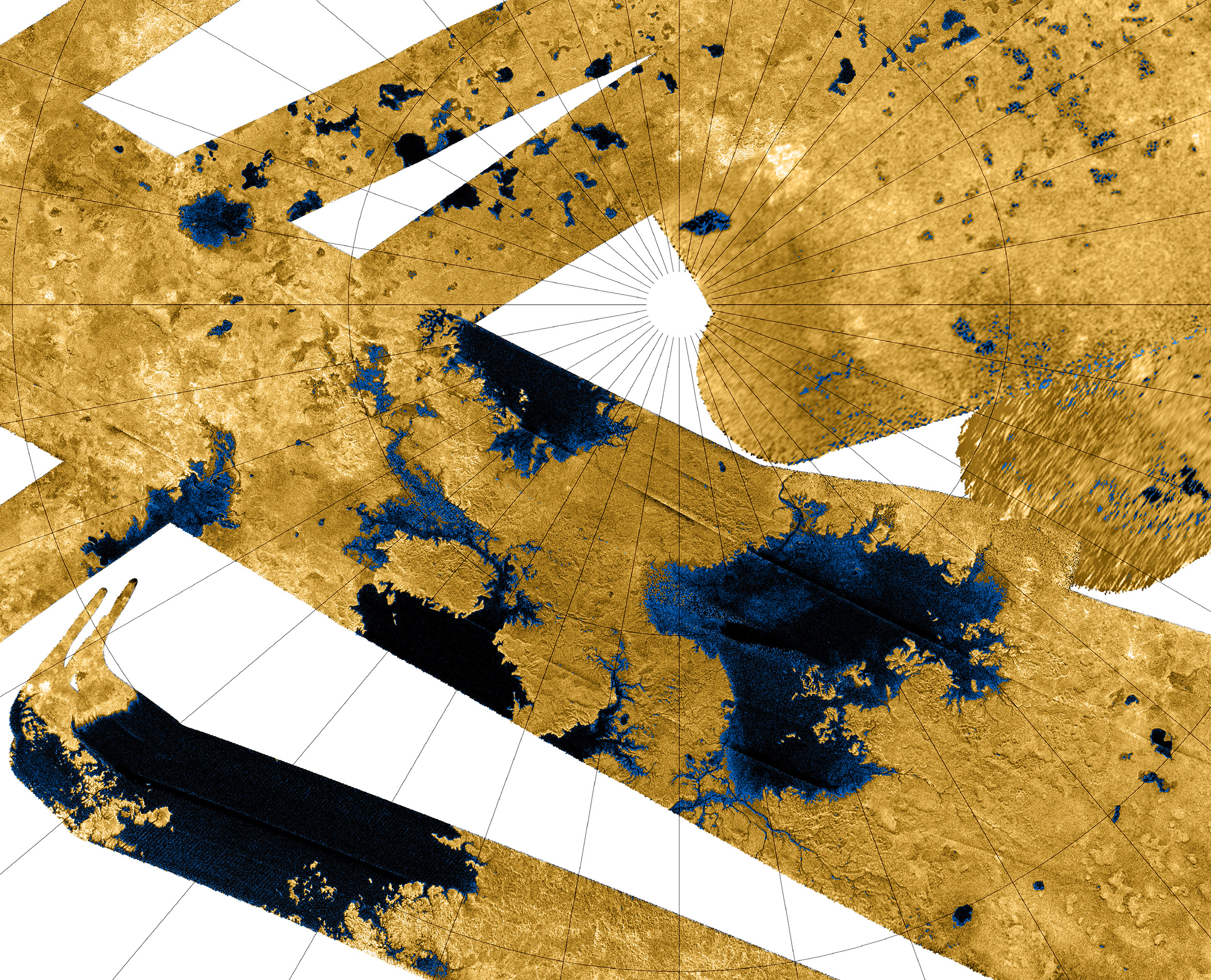
カッシーニのレーダーによって捉えられたタイタンの北極地域の疑似カラー画像。青色に着色されたのは液体メタン、液体エタン、液体窒素で満たされた炭化水素の海や湖、支流構造によってレーダー反射率が低くなっている地域である。左下の大きな海がクラーケン海で、中央下がリゲイア海。

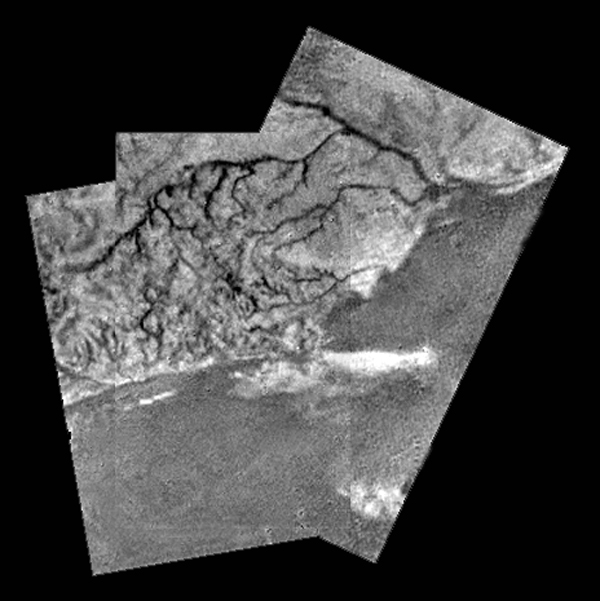
ホイヘンスが撮影したタイタンの3つの水路構造。

タイタンには極地方、特に北半球を中心に大小様々な湖（海、 Mare）がある。タイタンで最も大きい湖は北半球にある直径1,170 kmのクラーケン海（Kraken Mare）で、面積は40万 km2 もあり、これは日本列島の総面積よりも大きい。これに次いでタイタンで2番目に大きな湖であるリゲイア海（Ligeia Mare）は、ほぼ純粋なメタンで満たされた海（湖）であるとされる。他に代表的な湖としてプンガ海などがある。これらの湖はかつては大気組成などから存在が推測されていただけであったが、現在では直接その存在が確認されている。
タイタンに炭化水素の湖または海が存在している可能性はボイジャー1号と2号のデータに基づいて初めて示された。この時の観測データは、タイタンがそれを保つのにおおむね適した温度と組成の厚い大気を持っていることを示していた。だが、直接的な証拠は1995年にハッブル宇宙望遠鏡とその他の観測によって初めて得られた。これらはタイタン上に相互に繋がっていないばらばらの水域か、または衛星全域に広がる海洋の規模で、地球における水のように液体のメタンが存在することを示唆していた。カッシーニは、ボイジャーの観測に基づく仮説を実証することに成功した。カッシーニが2004年に土星系に到着した際、炭化水素の湖や海の水面から反射した太陽光が検出されることが期待されたが、初回の調査では鏡面反射は観測されなかった。しかしその後の観測で、タイタン各地に液体メタンによる湖が発見された。南極の近くでは謎めいた暗い地形が確認され、オンタリオ湖（Ontario Lacus）と命名された（後に湖であることが確認された）。北半球の高緯度地帯でも全長数kmから300 kmまでの規模の大小様々な湖が発見され、海岸線の可能性がある地形もレーダー観測を通じて極付近に確認された。
2006年7月22日のフライバイに続いて、カッシーニは当時冬だった北緯度で、極付近にいくつかの大きく滑らかな（レーダーでは暗い）区画を撮影した。2007年1月に科学者は観測に基づいて、「土星の衛星であるタイタンに、メタンで満たされた湖が存在している決定的な証拠」を発表した。カッシーニのミッションチームは、撮影された地形はほぼ確実に長期間に渡って存在している炭化水素の湖で、地球外で初めて発見された、安定して表面に存在している液体であると結論付けた。中には、液体に関連していると思われる水路もあり、地形の窪みに存在している。液体の浸食による地形は比較的新しいように見え、いくつかの河川では驚くほど浸食を受けておらず、タイタンの浸食が進むのが非常に遅いか、あるいは最近いくつかの地理的現象が古い河床や地形を一掃した可能性がある。カッシーニの観測では湖は表面のごくわずかしか覆っておらず、タイタンは全体的に地球よりもかなり乾燥している。ほとんどの湖は（太陽光が相対的に少ないため蒸発しにくい）極付近に集中しているが、いくつかの長年の研究により、赤道付近の砂漠地域でも炭化水素の湖が発見されている。この砂漠地域の例として、ホイヘンスが着陸した地点付近にある、アメリカ・ユタ州のグレートソルト湖の約半分の大きさを持つシャングリラ（Shangri-La）がある。このような赤道付近にある湖は、いわば「オアシス」のようなものとされており、地下の帯水層から供給されている可能性がある。また、この低緯度に存在している湖がタイタン全体のメタン循環の源になっている可能性が指摘されている。
2008年6月、カッシーニのイオン・中性質量分析器は、オンタリオ湖に液体のエタンが間違いなく存在していることを確認した。同年12月21日、カッシーニはオンタリオ湖上空を直接飛行し、レーダーで湖面からの鏡面反射を観測した。反射の強さは、探査機の受信機を飽和させ、湖の水位が3 mm以上変化しないことを示した（表面の風がとても弱いか、湖の炭化水素の粘性が高いことを示している）。

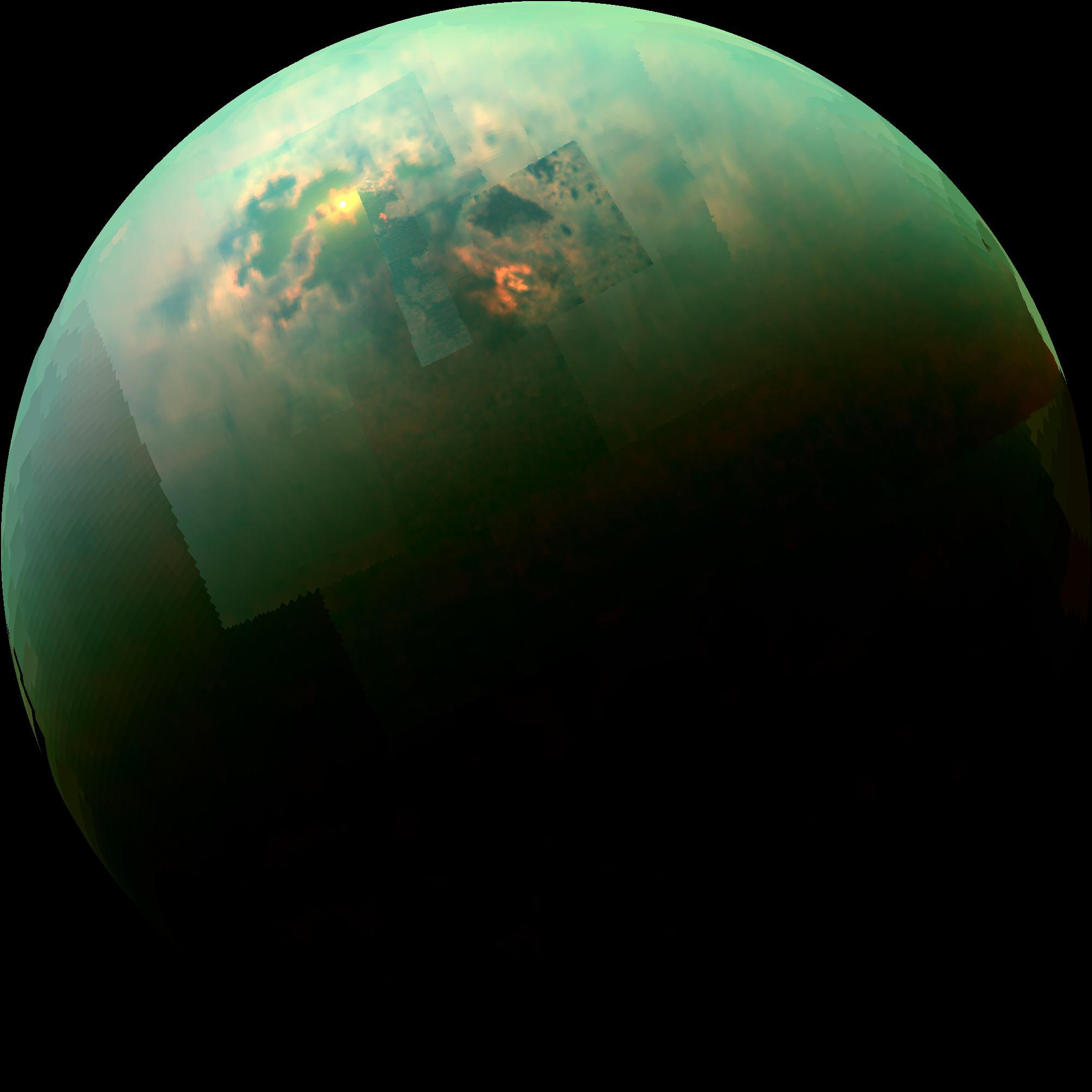
タイタンの炭化水素の海が太陽光を反射している近赤外線画像

2009年7月8日、カッシーニの可視・赤外マッピング分光光度計（VIMS）によって、15年間の冬が終わり、太陽光が入るようになった北極付近にあるチンポー湖（Jingpo Lacus）と呼ばれる湖から、表面が鏡のように滑らかであることを示す鏡面反射が観測された。この観測結果から、レーダー画像から導き出された液体で満たされた広大な地形があるという推論が実証された。
2009年7月と2010年1月に行われた初期のレーダー測定では、オンタリオ湖は平均深度が0.4 mから3 m、最大深度が3 mから7 mと非常に浅いことが示された。それに対して北半球のリゲイア海は、当初のレーダー観測の解析技術では、最大深度は8 m以上とされていた。その後の2014年に発表された科学的分析で、タイタンにある3つの海の深さをより完全に調べたところ、最大深度が200 m以上あることが示された。リゲイア海の平均深度は20 mから40 mだが、リゲイアの他の部分では全くレーダーを反射しておらず、深度が200 m以上あることを示している。
2013年5月、カッシーニのレーダー高度計はヴィド溝（Vid Flumina）の水路を観測し、これがタイタンで2番目に大きな炭化水素の海であるリゲイア海に繋がっている流水構造であると定義づけられた。受信されたエコーの解析では、水路は急斜面で深い（最大で570 m）渓谷に位置しており、液体で満たされていることを示す強い鏡面反射が示された。これらの水路内の液体の水位上昇は、リゲイア海と同じく垂直方向に約0.7 m以内で、これは冠水した河谷であるという解釈と一致する。鏡面反射は、リゲイア海の水位を超えた低示の支流でも観測され、主水路構造への水の供給と一致している。これはおそらく、液体水路の存在を示す初めての直接的な証拠であり、またタイタンで初めて観測された100 m以上の深度を持つ渓谷であろう。ヴィド溝は、このように深い海で冠水しているが、より高い地表にある液体の存在を証明するために、いくつかの独立した観測が行われている。
カッシーニは、2006年から2011年にかけてタイタンを6回フライバイした間、タイタンの放射測定追跡と光学ナビゲーションデータの収集を行った。このデータから、研究員はタイタンの地形の変化を大まか推測することができた。タイタンの密度は、組成が岩石が約60%で水が約40%である場合と一致している。研究チームの分析は、タイタンが軌道を公転する間に地表が最大で10 mも上昇あるいは下降することを示唆している。この変化の大きさはタイタンの内部が比較的変形しやすいことを意味しており、最も可能性が高いモデルは、全球を覆う海の上に主に氷から成る厚さ数十kmの殻が浮いているような構造とするものである。研究チームはの研究結果からは、以前の研究結果とも照らし合わせると、タイタンの地下の海が表面よりも100 km以上深いところにある可能性が示唆されている。2014年7月2日、NASAはタイタンの氷の下にある海の塩分濃度が死海に匹敵する可能性があると発表した。同年9月3日、NASAはタイタンのメタンの雨が、地下の凍結したクラスレート（包摂化合物）と相互作用し、最終的に河川や湖沼に供給されるエタンやプロパンが生成される可能性があると報告した。
2016年、タイタンはリゲイア海に流れ込む一連の深い急斜面の渓谷で、液体で満たされた水路の直接的な証拠を発見した。それは先述したヴィド溝で発見され、深度は240 mから570 mで、40度の急な斜面になっている。これらの地形はおそらく、地球のグランドキャニオンのような地殻の隆起、または海面の低下、あるいはその2つの組み合わせによって形成されたと考えられている。浸食の深さは、この地域での液体の流れが何千年も続く長期的なものであることを示している。
|                                                        |                                                                  |
| 北極地域の湖、チンポー湖の鏡面反射を捉えた赤外線画像   | ボルセーナ湖（Bolsena Lacus、右下）と他の北半球の湖              |
|                                                        |                                                                  |
| タイタンの北半球(左)と南半球(右)の湖の数を比較した画像 | タイタンの南極付近の湖の変化を示した1年間隔で撮影された2枚の画像 |

### 衝突クレーター

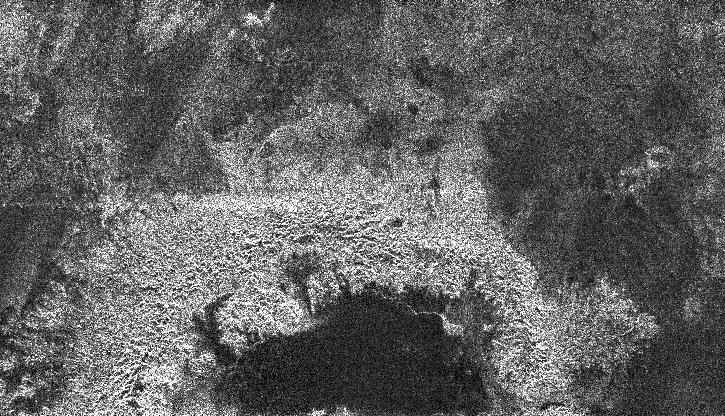
タイタンにある直径139 kmのクレーターのレーダー画像。表面は平滑で、縁は起伏が多く、おそらく中央丘が存在している。

レーダー、合成開口レーダー、およびカッシーニの画像データからは、タイタンの表面にクレーターがほとんど存在していないことが分かっている。このことからタイタンの表面は、年齢と比較して若いと考えられている。発見されている数少ないクレーターには直径392 kmのメンルヴァ（Menrva）と命名されているものなどがある。これは二重衝突盆地で、カッシーニのイメージングサイエンスサブシステム（ISS）によって同心円状の明暗のパターンとして観測された。より小さな、直径60 kmのシンラップ（Sinlap）と名付けられている平滑なクレーターと、中央丘と暗い表面を持つ、クサ（Ksa）と命名されている直径30 kmのクレーターも観測された。レーダーとカッシーニの画像からは、隕石の衝突に関連している可能性がある円形の地形が見られるが、それを「隕石」によるものだと確実に識別することはできない。例えば、カッシーニによってグァボニド（Guabonito）という名称で知られている、明るく荒い物質でできている直径90 kmのリング状の地形が観測されている。この地形は、暗い堆積物に覆われたクレーターであると考えられている。他にも同じような地形が、シャングリラやアアル（Aaru）といった地域でも観測されている。2006年4月30日にカッシーニがタイタンをフライバイした際のレーダー観測により、高アルベド地形ザナドゥにもクレーターの可能性があるいくつかの円形の地形が観測されている。

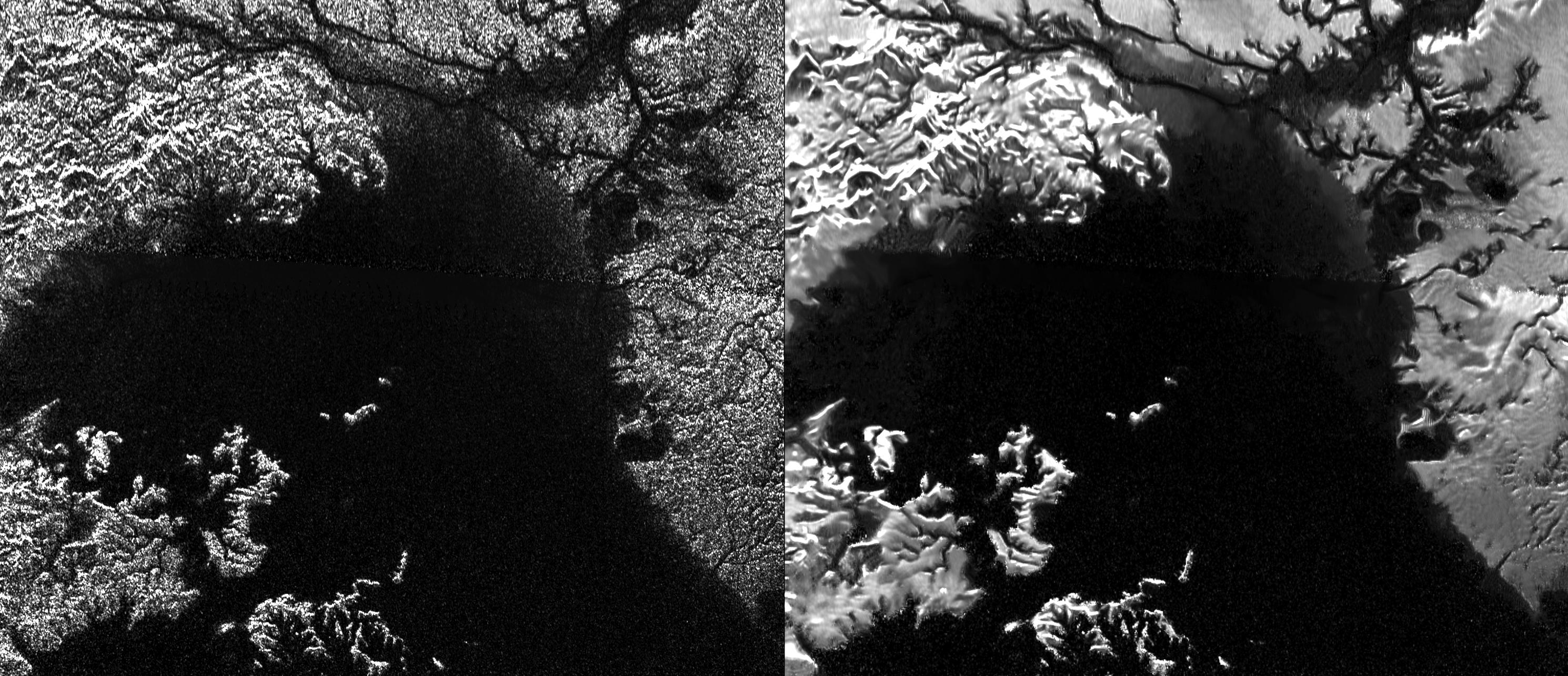
リゲイア海 – 合成開口レーダーの画像（左）とそれを補正した画像（右）

タイタンのクレーターやその可能性のある地形の多くは激しい浸食の痕跡があり、これは地形が全て何らかの原因で変化していることを示している。タイタンのクレーターの中には、太陽系内の他のクレーターよりも縁が比較的大きなものがあるにも関わらず、ほとんどの大型のクレーターの縁は欠けていたり、不完全になったりしている。他の大きな氷衛星とは異なり、パリンプセストと呼ばれる粘弾性の地殻が緩くなった際に形成される地形はほとんど見られない。ほとんどのクレーターは、中央丘が欠けた滑らかな表面を持つが、これは後の氷の火山の活動による低温溶岩の噴出や衝撃の発生などが原因とされている。このような様々な地質学的プロセスによってクレーターが埋められることが、その数を少なくしている原因の1つとなっている。また、大気が表面への天体衝突を減らす役割を果たしており、表面のクレーターの数を大気が無い場合よりも半分に減らしていると推定されている。
2007年までに得られた高分解能レーダーによる限定された範囲（全体の22%）の観測では、クレーターの分布に不均一性があることが示された。ザナドゥには、他の領域の2倍から9倍多くのクレーターが存在している。また公転方向を向いた半球である先行半球は、公転とは反対方向である後行半球よりもクレーター密度が 30% 高い。赤道付近の砂丘地域や、炭化水素の湖や海が最も普遍的に存在している北極周辺では、クレーターの数は少なくなっている。
カッシーニによる観測以前の衝突軌道と角度のモデルから、水の氷で出来た天体が地殻に衝突した場所では少量の噴出物がクレーター内に液体の水として存在していることが示されている。水が液体で存在する期間は、単純計算で数百年、あるいはそれ以上であり、生命の起源に関わる単純な前駆体分子が合成できる時間となる可能性もある。

### 氷火山と山岳状の地形

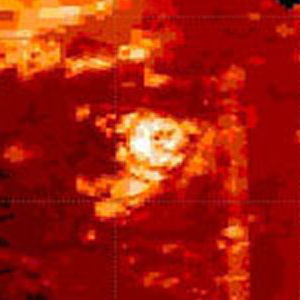
トルトラ白斑の近赤外線画像。氷火山の可能性があると考えられている。

科学者たちは長らく、タイタンの環境は遥かに低温ではあるが原始地球に似ていると考えてきた。2004年に、大気中からアルゴン40が検出され、これは氷火山が水とアンモニアから成る「溶岩」のプルームを生成している可能性があることを示した。タイタンの表面にある湖の分布図からは、大気中のメタンが継続して存在し続けるために必要なだけのメタンは存在しないことが示されており、したがって現在のタイタンの大気組成を説明するには火山のようなプロセスを経て、大気にメタンが供給されなければいけないことになる。
ガネーシャ（黒斑）
それでも、氷火山であると明確に解釈できる地形は少ない。最初にこうした地形であると「発見」され、のちに否定されたものとして「ガネーシャ黒斑（Ganesa Macula）」と呼ばれるものがある。これは2004年にカッシーニの合成開口レーダーが捉えた180キロメートルほどの「構造体」で、金星に見られる「パンケーキドーム」と呼ばれる地形や地球のデカン・トラップに特徴が似ており、低温の氷火山地形であろうと考えられるようになった。しかし2008年12月に、アメリカ地質調査所のランディ・カーク（Randy Kirk）が、アメリカ地球物理学連合でガネーシャ黒斑がドーム状地形であるという仮説を否定する発表を行った。これによると、この地形はドームではなく、表面の明暗の組み合わせによるものだという。
トルトラ（白斑）
2004年に、カッシーニは「トルトラ白斑（Tortola Facula）」と呼ばれる異常に明るい地形も検出しており、これは氷火山のドームであると解釈された。2010年時点で、このような地形は他に確認されていない。2008年12月に天文学者は、タイタンの大気中に一時的ではあるが長時間継続する異常に「明るいスポット」が2つあることを発表した。これは単なる天候のパターンだけでは説明できないほどの持続性があり、広範な氷の火山現象の出現の結果であることを示唆している。
ホテイ（弧状の地形）
2009年3月に、「ホテイ（Hotei Arcus）」と呼ばれる弧状の地形に、数か月に渡って明るさが変動するように見える溶岩流のような構造があることが発表された。この変動を説明するために、多くの可能性が示されたが、溶岩が表面の下から噴出し、表面から200 m上まで上昇したとする場合が最も観測結果と一致している。
ソトラ（白斑）
2010年12月、カッシーニのミッションチームは、発見してきた中で最も関心をそそられる、氷の火山の可能性がある地形を発表した。「ソトラ白斑（Sotra Facula）」と命名されている領域で、そこには少なくとも3つの山脈が確認されており、それぞれ1,000 mから1,500 mの高さを持ち、いくつかは大きなクレーターによって覆われている。この地形の周りの表面は凍った溶岩の流れのように見える。
山地状地形
天体の公式な地名を定める国際天文学連合の定めで、タイタンの主だった山と丘にはJ・R・R・トールキンのファンタジー小説に由来する名称が与えられることになっている。山状地形（Montes）には、「中つ国」の山の名から命名される。たとえばタイタンの赤道付近にある山地状地形は「ミスリム山脈（Mithrim Montes）」と命名されている。「ミスリム山脈」にはタイタンの最高峰（標高3,337 m）とみられる山がある。これは2016年に、カッシーニのミッションチームが発見したものである。
尾根状地形（コル、Colles）は、トールキン作品の登場人物から名づけられている。例を挙げると、2012年にビルボ丘（Bilbo Colles）、アルウェン丘、ファラミア丘、ハンディア丘、ニムロス丘が命名され、2015年にはガンダルフ丘が命名された。
2006年、カッシーニよって長さ150 km、幅30 km、高さ1.5 kmの山脈が発見された。この山脈は南半球に位置しており、氷から構成されメタンの雪で覆われている。この山脈はおそらく近くの衝突盆地の影響を受けた地形プレートの動きによって形成された、割れ目の下から持ち上げられた物質によって形成されたとされている。カッシーニの探査以前は、科学者はタイタンの大部分の地形は衝突によるものであると考えていたが、地質学的プロセスによって山が形成されたことが示された。
タイタンの最も標高が高い領域は、赤道付近にベルト状に集中している。地球上で地殻や上部マントルの岩石がゆっくりと移動してヒマラヤ山脈やアンデス山脈のような地形をつくるのと同じように、タイタンでは氷の「地殻」と液体の「マントル」が移動して「山脈」を形成する。ただし、地球の山が岩石でできているのとは違い、タイタンで山を作っている氷の「地殻」や液体の「マントル」は岩石より柔らかいため、地球のように8000メートル級の山岳が形成されることはないだろうと推測されている。なお、タイタン自身の自転や土星からの潮汐力も、タイタンの「山脈」の形成作用に影響を及ぼしていると推測される。
火山活動についての相反する見解

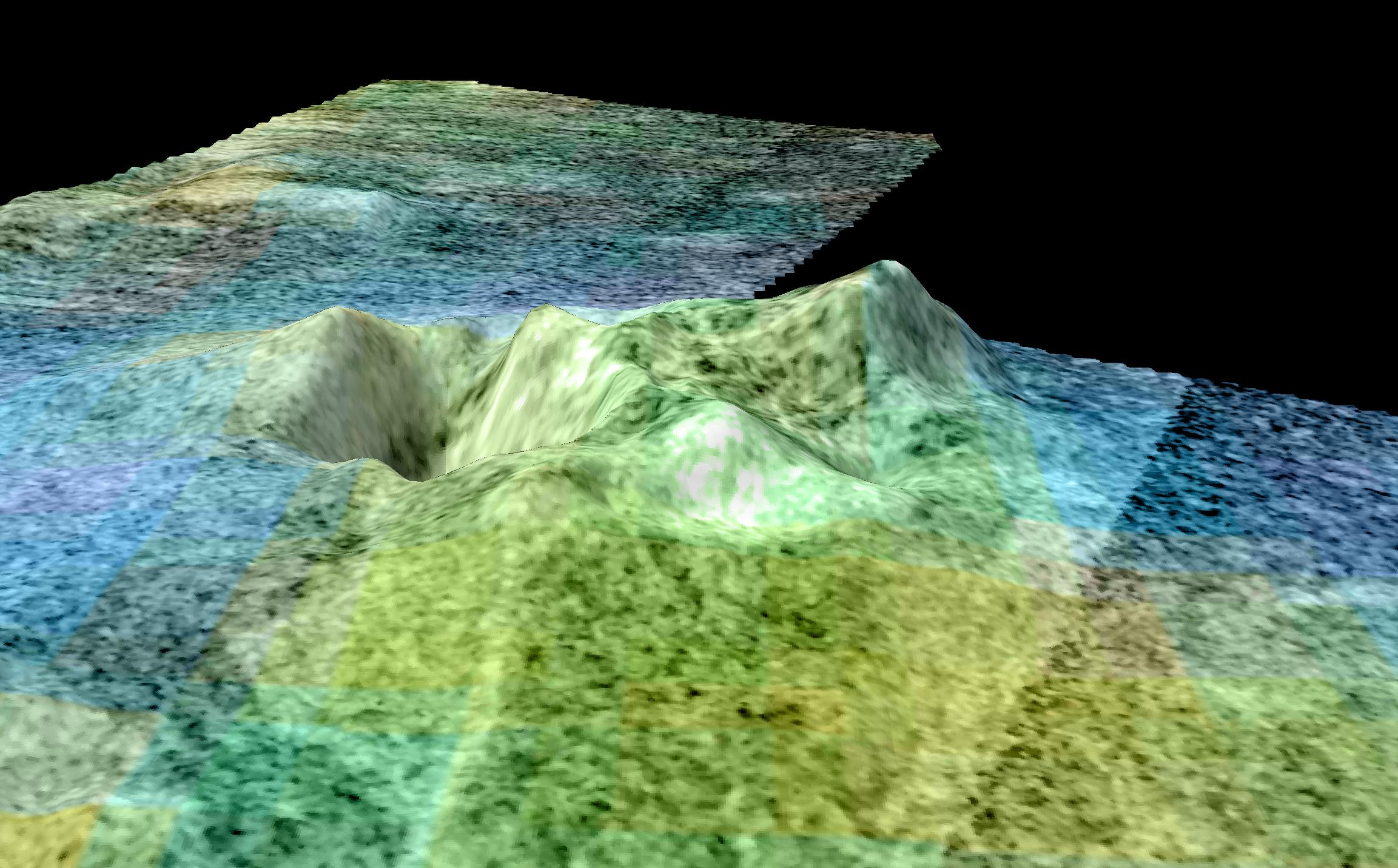
カッシーニの可視・赤外マッピング分光光度計 (VIMS) が撮影した、ソトラ白斑にある氷の火山の可能性がある地形の擬似カラー画像。高さ1,000 mの山と深さ1,500 mのクレーターを基に組み合わせた立体画像。

仮にタイタンに火山活動が存在していることが事実ならば、地球と同じような、マントルの放射性元素の崩壊から放出されるエネルギーによって引き起こされているとする仮説がある。地球上のマグマは、それが噴出する固体岩質の地殻よりも密度が低い液体岩で出来ている。しかし氷は水よりも密度が低いため、タイタンの水のマグマは硬い氷の地殻よりも密度が高くなる。これは、タイタンで氷の火山が形成されるには、土星からの潮汐加熱を介する大量のエネルギーを必要とすることを示している。硫酸アンモニウムを覆う低圧の氷の浮上と、不安定な構造は劇的なプルーム現象を発生させることがある。タイタンは、粒状の氷と硫酸アンモニウムの灰によるプロセスを経て表面が更新され、また風食による景観や砂丘といった地形を形成させる。
2008年、エイムズ研究センターの惑星地質学者Jeffrey Mooreはタイタンの地質についてそれまでとは異なる見解を提案した。これまでタイタンで火山とおぼしき特徴がはっきりと特定できていないことを提示し、タイタンの表面が衝突クレーターや、河床の侵食、マスムーブメントおよびその他の外因によるプロセスのみで形成された、地質学的に「死んだ世界」であると主張した。この仮説によると、大気中のメタンは火山から放出されたものではなく、冷たく硬い内面からゆっくりと拡散されたものになる。この主張に沿うと、ガネーシャ黒斑は中央に暗い砂丘がある侵食された衝突クレーターである可能性がある。いくつかの地域で観測された山岳隆起は、大きな多重リング状衝突構造が激しく劣化した絶壁、または内部が徐々に冷却されたことによる全体的な収縮の結果として説明できる。ただこの場合でも、中心核の中の放射性元素の崩壊で説明できるほど低い、176 K（-97 ℃）という低温の環境下で水とアンモニアの共晶化合物から成る海が内部に存在できる余地は残されている。高アルベド地域のザナドゥは、木星の衛星カリストの表面で観測されたものと同様の、多数のクレーターがある領域が劣化して出来た地形である可能性がある。このシナリオでは、もしカリストの大気が欠けていなければ、カリストはタイタンの地質学的モデルを調べる上で役立った可能性がある。Jeffrey Mooreは、このことからタイタンをCallisto with weather (天候のあるカリスト) とも呼んだ。

### 暗赤道地形

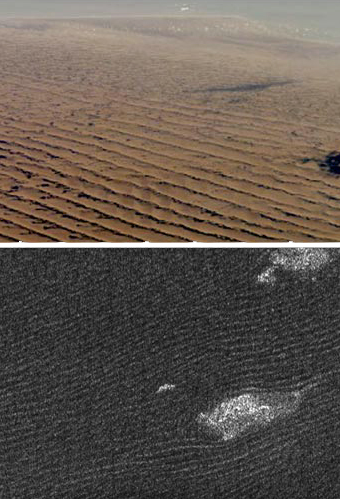
地球のナミブ砂漠（上）と、タイタンのベレト（Belet、下）の砂丘の比較

2000年代の初めに、地上の望遠鏡によって観測された最初のタイタンの表面の画像から、暗く大きな領域が赤道を跨いで存在していることが明らかになった。カッシーニが到着する前は、これが炭化水素の海であると考えられていた。カッシーニによって得られたレーダー画像から、この領域はいくつかの縦向きの砂丘で覆われた広大な平野であることが判明し、最大で高さは100 m、幅は1 km、長さは数百kmにもなる。このタイプの砂丘は常に、平均的な風向きに向かって整列している。タイタンの場合、安定した帯状（東向き）の風と変化する潮汐風（風速約0.5 m/s）が組み合わされている。この風は、地球が月から受ける潮汐力よりも400倍強い、土星からの潮汐力による結果であり、風を赤道に向かって動かす傾向がある。この風のパターンは理論化されており、西から東に平行に伸びる砂丘に、徐々に表面に粒状物質を堆積させていく。砂丘は、風向きが変わる山の周辺で途切れている。
最初は、縦（または直線）の砂丘は一方的な通常の風向きに沿うか、または異なる2つの方向に吹く風の間で、適度に交互で変化する風によって形成されると推定されていた。その後の観測では砂丘は東向きにであることが示されているが、気候シミュレーションではタイタンの表面の風は西に向かって吹いていることが示されている。また風速1 m/s未満の風では、表面の物質を持ち上げて運搬するのには不十分である。最近のコンピューターシミュレーションでは、砂丘はタイタンが春分を迎えている間、15年ごとに発生する稀な嵐によって形成される可能性がある。この嵐は、強い降下物を作り、表面に達すると最大で風速10 m/sで東へ流れていく。

タイタンでは、2009年から2010年の間に3回の砂嵐が検出されている

タイタンの「砂」は、地球上の砂のようなケイ酸塩の小さな粒子で構成されていない可能性が高く、液体メタンの雨が降り、おそらくは鉄砲水となって水の氷で出来た岩盤を侵食した際に形成された可能性がある。あるいは、砂はタイタンの大気中の光化学反応によって生成された、ソリンと呼ばれる有機固体物に由来していることも考えられる。2008年5月に行われた砂丘の組成に関する研究では、この砂丘が他の領域よりも水分が少なく、有機物のすすのような炭化水素重合物が表面に降り積もっていることが明らかになった。計算によれば、タイタンの砂の密度は地球上の砂の3分の1とされている。砂が低密度であることとタイタン大気が乾燥していることから、静電気の蓄積によって粒子が集まって塊になっている可能性がある。この「粘着性」は、タイタンの表面近くで吹く一般に穏やかな風によって砂丘が移動するのを難しくする可能性があるが、季節性の嵐による強い風は砂丘を東向きに移動させられると考えられる。
春分の前後では、強力なダウンバーストがミクロサイズの有機固体粒子を砂丘から持ち上げて、タイタンの砂嵐を発生させることができる。赤外線で見ると、この砂嵐は短命で強烈な輝きとして観測される。

## 観測と探査

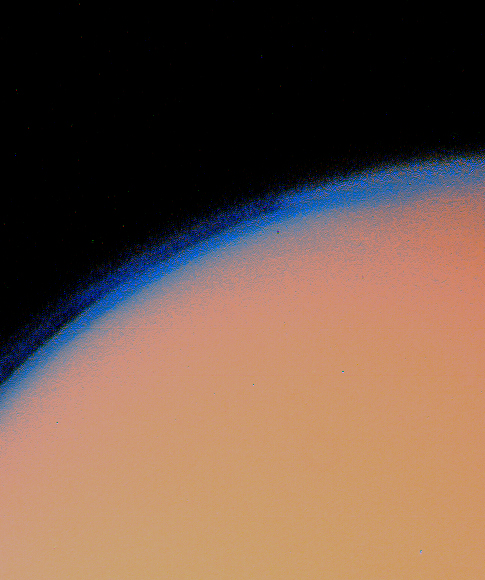
ボイジャー1号が撮影したタイタンの周縁（1980年撮影）

タイタンは肉眼で観望することはできないが、小さな望遠鏡や強力な双眼鏡を用いれば観測することができる。アマチュアによる観測ではタイタンは明るく輝く土星本体と環の近くにあるため観測することは難しいが、接眼レンズの一部を覆い、明るい惑星を隠すための遮蔽棒（Occulting bar）を用いると、視覚は大幅に改善される。タイタンの最大視等級は8.2等で、平均視等級は8.4等である。これと比較して、大きさが似通っている木星の衛星ガニメデは4.6等である。
宇宙時代以前のタイタンに関する観測は限られていた。1908年、スペインの天文学者ホセ・コマス・ソラは、タイタンの表面に大気が存在していることを示す初めての証拠である周縁減光を観測した。1944年には、ジェラルド・カイパーが分光観測を用いてタイタンの大気内のメタンを検出した。

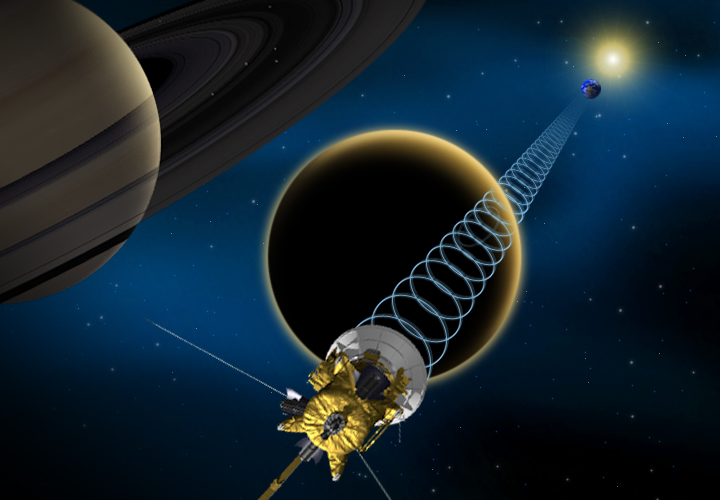
タイタンをフライバイしているカッシーニの無線通信電波の研究（想像図）

土星系を最初に訪れた探査機は、1979年に到着したパイオニア11号だった。パイオニア11号の観測により、タイタンは生物の存在を支えるにはあまりにも低温であることが明らかになった。1979年半ばから後半にかけて、土星が共に写ったものも含むタイタンの画像が撮影されたが、その後ボイジャーがさらに高解像度の画像を撮影した。
タイタンは1980年のボイジャー1号、1981年のボイジャー2号の両方で観測された。ボイジャー1号の軌道は、冥王星探査の可能性を捨ててまで探査機が大気の密度や組成、温度を求められ、タイタンの正確な質量の測定値を得ることができるようなフライバイを行うように設定されていた。大気中のヘイズにより表面を直接撮影することが出来なかったが、ボイジャー1号のオレンジフィルターで撮影された画像が2004年に集中的にデジタル処理され、現在ではハッブル宇宙望遠鏡によって赤外線で観測されているザナドゥやシャングリラとして知られる明暗の特徴の手がかりが明らかになった。ボイジャー1号のタイタンへのフライバイが不可能だった場合は、ボイジャー2号が代わりにフライバイを実行する予定だった。しかし、ボイジャー2号はタイタンの近くは通過せず、その後天王星と海王星へと向かった。

### カッシーニ・ホイヘンス
| カッシーニが撮影した、土星の環の前にあるタイタンの画像 |  | カッシーニが撮影した、環とエピメテウスの後ろにあるタイタンとの画像 |
| カッシーニが撮影した、土星の環の前にあるタイタンの画像 |  | カッシーニが撮影した、環とエピメテウスの後ろにあるタイタンとの画像 |

ボイジャーによってもたらされたデータでさえ、タイタンは大気圏の中の詳細な観測が困難な、謎に包まれた大型衛星とされていた。17世紀の観測以来、タイタンを取り巻いていた謎は、クリスティアーン・ホイヘンスとジョヴァンニ・カッシーニの名がとられた探査機によって明らかにされた。
カッシーニは2004年7月1日に土星に到着し、レーダーでタイタンの表面の地図を作成する観測を開始した。欧州宇宙機関（ESA）とアメリカ航空宇宙局（NASA）の共同プロジェクトであるカッシーニは大きな成功を収めた。カッシーニは2004年10月26日にタイタンの上空わずか1,200 kmを飛行し、肉眼では見えない表面の明暗の斑点の、最高解像度の画像を撮影した。
2006年7月22日、カッシーニは初めてタイタンを目標とした近接フライバイを行い、タイタンの上空950 kmまで接近した。最もタイタンに接近したフライバイは2010年6月21日に行われ、880 kmまで接近した。カッシーニによる探査で。北極付近の湖や海に、大量の液体が存在していることが明らかになった。

#### ホイヘンスの着陸
| ホイヘンスが撮影したタイタンの表面のin situ画像。火星よりも遠くの天体の表面を捉えた唯一の画像である。 |  | コントラストを強調した同じ画像 |
| ホイヘンスが撮影したタイタンの表面のin situ画像。火星よりも遠くの天体の表面を捉えた唯一の画像である。 |  | コントラストを強調した同じ画像 |

2005年1月14日に、着陸機ホイヘンスはタイタンに着陸し、過去のある時点で流体によって形成されたように見える多くの表面の特徴を発見した。これによりタイタンは宇宙探査機が着陸した、地球から最も遠い天体となった。
ホイヘンスは、現在はアディリ（Adiri）と呼ばれている地域の最東端付近に着陸した。ホイヘンスは、暗い平野に流れ込む暗い「川」を持つ淡い丘を撮影した…現在ではこの丘（高地とも呼ばれる）は主に水の氷から成ると考えられている。太陽からの紫外線によって大気の上層内に生成される暗い有機化合物が、タイタンの大気から降水として表面にもたらされる可能性がある。これらはメタンの雨により丘を洗い流され、地質学的な時間スケールを経て平原に堆積していくとされている。
着陸後、ホイヘンスは水の氷で構成されている小さな岩や小石で覆われた暗い平原を撮影した。コントラストを強調した画像の中央下にある2つの石は見た目で感じるよりも小さく、左側にある石は長さ15 cm、中央にあるのは長さ4 cmであり、ホイヘンスからは約85 cm離れている。岩の底には侵食の形跡があり、河川の活動によるものである可能性が示されている。表面は元々予想されていたものよりも暗く、水と炭化水素の氷の混合物で構成されている。画像中に見える「土壌」は、炭化水素の雲からの降水によるものと解釈されている。
2007年3月、NASA、ESA、国際宇宙空間研究委員会（COSPAR）は、ホイヘンスの着陸地点を、ESAの前長官の名に因んでHubert Curien Memorial Stationと命名した。

### 構想されている計画と提案

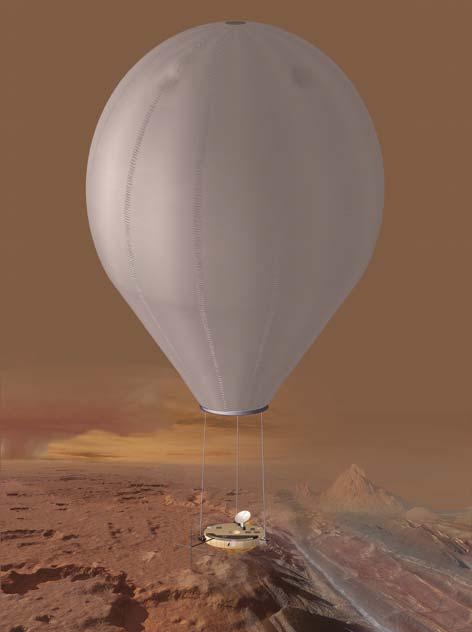
タイタン・サターン・システム・ミッションで提案された気球（イラスト）

近年、タイタンに宇宙探査機を送り込むために提案された、いくつかのミッションが構想されている。NASA、ESA、ジェット推進研究所（JPL）によるこのようなミッションのための初期の概念的な作業は完了しているが、現在これらの提案のいずれも資金援助は受けていない。
タイタン・サターン・システム・ミッション（TSSM）は、土星の衛星を探査するためにNASAとESAが共同で提案したものである。TSSMでは、タイタンの大気中に6か月間気球を浮遊させ続けることが予定されている。資金の調達を巡ってエウロパ・ジュピター・システム・ミッション（EJSM）と競合していたが、2009年2月にESAとNASAは、TSSMよりもEJSMの方を優先させることを発表した。
提案されていたタイタン表層海探査（TiME）は、北半球の表面にある湖の水面に3か月から6か月間浮かせる、低コストの着陸機である。TiMEは、NASAのディスカバリー計画の12番目の候補ミッションとして、2011年にPhase-A設計検討に選ばれたが、選定はされなかった。
アイダホ大学の科学者であるJason Barnesによって2012年初頭に提案された別のミッションは、タイタンの大気中で無人飛行機（またはドローン）を飛行させて表面の高解像度の画像を撮影するAVIATR（Aerial Vehicle for In situ and Airborne Titan Reconnaissance）というものである。しかしNASAは、要求された資金7億1500万ドルを承認しておらず、計画の今後については不確実である。
2012年後半、スペインの民間エンジニアリング会社SENERとthe Centro de Astrobiología in Madridは、湖に着陸する別のランダーの概念的な設計を提案した。この探査機はTALISEと呼ばれている。TiMEと比較して大きく異なる点は、TALISEでは自身を動かすことができる推進システムが構想されているため、着水する際に単に漂流するだけではないということである。
ディスカバリー計画の13番目の候補ミッションとして、タイタンとエンケラドゥスの居住可能性を調べる宇宙生物学土星周回探査機Journey to Enceladus and Titanが提案されたが、最終的には選定されなかった。
2015年、NASA Institute for Advanced Concepts（NIAC）は、タイタンの海を探索する潜水艇の設計研究にPhase II助成金を付与した。
2019年、NASAはタイタンの探査を行う新ミッションとして「ドラゴンフライ計画」を選定したと発表した。2026年に打ち上げられる予定で、タイタン到着は2034年になる見通しとなっている。

## 原始的環境と生命
タイタンは複雑な有機化学物質に富む生物にとって原始的な環境であると考えられており、地下の液体の海洋が潜在的な生物環境となっている可能性がある。
探査機カッシーニとホイヘンスには、生命の痕跡や複雑な有機化合物の証拠を得るのに十分な機能は備わっていなかった。それでも2機の観測によって、タイタンの環境は仮説上の原始地球の環境といくつかの点で類似していることが示された。科学者達は、初期の地球の大気はタイタンの現在の大気や組成と類似していると推測している。

### 複雑な分子の形成
ユーリー-ミラーの実験およびいくつかの実験では、タイタンの大気に紫外線放射を加えたものと類似した大気内で、複雑な分子およびソリンのような高分子化合物が生成しうることが示されている。反応は窒素とメタンの解離から始まり、シアン化水素とアセチレンが生成されるようになる。更なる反応について、多方面での研究が行われている。
タイタンの大気のような組み合わせのガスにエネルギーを加えると、DNAとRNAの構成要素である5種類のヌクレオチド塩基が多くの化合物に含まれることが報告されており、さらにタンパク質を構成しているアミノ酸も見出されている。このような液体の水が存在していない実験で、ヌクレオチド塩基とアミノ酸が発見されたのは初めてであった。

2017年7月26日には、カッシーニ・ミッションの科学者達は、大型の複雑な有機物の生成に関与するとされている炭素鎖陰イオンが、タイタンの高層大気中に存在することを特定したと発表した。これらの反応性の高い分子は星間物質中での複雑な有機物の生成に寄与していることが以前から知られていたため、複雑な有機物が生成される可能性がより普遍的にあることが強調された。
同年7月28日、科学者達は、タイタンで細胞膜および小胞の形成に関して生命に不可欠なアクリロニトリルまたはシアン化ビニル（C2H3CN）が発見されたと発表した。
2018年10月、研究者達は単純な有機化合物を複雑な多環芳香族炭化水素（PAH）に変換させる低温化学経路の存在を発表した。このような化学経路によってタイタンの低温な大気中でのPAHの存在を説明できるとされており、PAH world hypothesisと呼ばれる仮説の観点からも、我々が知っているような生命に関係する、生化学の前駆物質を生成する重要な経路になり得る。

### 地下の居住可能性
実験室でのシミュレーションでは、地球上で生命を誕生させたと考えられるものに類似した化学進化を開始させるのに十分な量の有機物がタイタンに存在しているということが示唆されている。この類推は現在観測可能な期間よりも長期間に渡る液体の水の存在を前提としているが、いくつかの理論では、衝突により発生した液体の水は凍結した隔離層の下に保存されることが示唆されている。また、液体アンモニアの海が地下深くに存在する可能性があることも理論化されている。別のモデルでは、氷近くの下の深さ200 kmにアンモニア水が存在しており、地球の基準では極端な環境ではあるが、生命が生き残ることができる環境であることが示唆されている。内部と上層の間の伝熱は、地下深部の海洋の生命を維持する上で重要となりうる。タイタンでの微生物のような生命の検出は、大気中のメタンと窒素の調査による生命活動の痕跡に依存するだろう。

### 表面のメタンと生命
地球上の生命が水中に生息するのと同じように、タイタンの液体メタンの湖の中にも生命が存在する可能性が示唆されている。そのような生物は酸素の代わりに水素を吸収し、グルコースの代わりにアセチレンで代謝を行い、二酸化炭素の代わりにメタンを排出するだろう。
地球上の全ての生物（メタン生成菌を含む）は液体の水を溶媒として使用しているが、タイタンの生物は代わりにメタンやエタンといった液体炭化水素を溶媒として使用する可能性が考えられる。水はメタンよりも溶媒としては強く、さらに水は化学反応性も高く、加水分解によって大きな有機分子を分解することができる。そのため、炭化水素が溶媒である生物は、このようにして生体分子が破壊される危険性には直面しないであろう。
2005年、宇宙生物学者のChristopher McKayは、仮にメタンを生成する生命体がタイタンの表面に存在しているとすると、タイタンの対流圏の水素とアセチレンの混合比に、測定可能なほどの大きな影響を及ぼしている可能性が高いと主張した。
2010年、ジョンズ・ホプキンス大学のDarrel Strobelは、タイタンの大気上層内の水素分子の量が下層に比べて多いことを確認し、毎秒1028個の水素分子が大気を下降し、タイタン表面付近で消失していることについて議論した。Strobelが指摘したように、彼の調査結果はメタン生成生物が存在していた場合にMcKayによって予測された効果と一致していた。同年、別の研究でも、タイタンの表面のアセチレンの量が少なく、Mckayによって提唱された炭化水素を消費する生物がいるという仮説と一致するという解釈がなされた。生物学的仮説を繰り返し述べているものの、彼は水素とアセチレンの発見に関して、未確認の物理的もしくは化学的プロセス（例えば炭化水素または水素を受けいれる表面触媒）や、物質の流れに関する現在のモデルの欠陥といった、他の可能性がより高いということを指摘している。組成のデータや輸送モデルなどは立証される必要がある。しかし、非生物学的な触媒によって生成されたとする説明は生物学的な由来と考えるよりも衝撃的なものではないとしながらも、McKayは96 K (-180℃) の低温で有効な触媒の発見は依然として重要なものであると述べている。
NASAは2010年6月の調査計画に関するニュース記事で「これまでのところ、メタンをベースとした生命体は仮説に過ぎない。科学者達はこの種の生命体をどこにおいても検出していない」と述べた。一方、NASAの声明は「科学者達の中には、これらの化学的特徴はタイタンの表面における原始的でエキゾチックな生命体、あるいは生命の前駆体の議論を補強するものであると考える者もいる」とも述べている。
2015年2月には、タイタンの条件下で、液体メタンで機能する仮想の細胞膜がモデル化された。炭素、水素、窒素を含む小分子で構成されており、リン脂質、炭素化合物、水素、酸素、リンから構成される地球上の細胞膜と同じく安定性と柔軟性を持つ。この仮説的な細胞膜はアゾトソーム（Azotosome）と呼ばれており、"azote"はフランス語で「窒素」、リポソーム（Liposome）と同じく"soma"はギリシャ語で「体」を意味している。

### 生命の存在に対する障害
これらの生物学的可能性にも関わらず、タイタンには生命に対して大きな障害もあり、地球との類推は不正確である。太陽からの距離が遠いため、タイタンは温度が低く、大気には二酸化炭素が欠如している。また、タイタンの表面では、水は固体でしか存在できない。これらの障害のために、Jonathan Lunineなどの科学者達は、地球上での生命の出現に先立つ一般的な条件についての理論を調べる実験よりも、タイタンを生命が存在する可能性のある生息地とはみなしていない。生命自体は存在していないかも知れないが、タイタンおよびそれに関連する有機化学の原始的な条件は、依然として地球の生物圏の初期の歴史を理解する上で興味深いものである。前生物的な実験室としてのタイタンの使用は、宇宙探査機による観測だけでなく、実験室実験、地球上での化学的および光化学的モデリングも含まれている。

### パンスペルミア仮説
大型の小惑星もしくは彗星が地球の表面に衝突したことにより、微生物が含まれたミクロサイズの岩石の断片が地球の重力を逃れて飛翔する可能性を示した、パンスペルミア仮説と呼ばれる仮説がある。計算では、これらがタイタンを含む多くの太陽系の天体に向かう可能性が示されている。一方でJonathan Lunineは、タイタンの超低温の炭化水素に生息する生物は地球上の生物と化学的に全く異なる形態である必要があるため、どちらかの生命がもう一方の生命の祖先であることは不可能であろうとしている。

### 未来の様子
タイタンの条件下では、遠い未来に今よりもはるかに居住可能性が高くなる可能性がある。現在から50億年後には太陽が赤色巨星に進化し、タイタンの表面に液体の水が安定して存在できるほどに表面温度が上昇し、居住可能な環境になる可能性がある。太陽からの紫外線放射が減少するにつれて、タイタンの上層大気中の煙霧が枯渇して表面の反温室効果が弱まり、大気中のメタンによる温室効果が大きな役割を果たすようになる。これらの条件は、共に居住可能な環境を作り出し、数億年間も持続する可能性がある。これは地球上で単純な生命体が出現するための十分な時間であると考えられているが、タイタンに存在するアンモニアによって化学反応の進行はよりゆっくりしたものになるだろう。